# Museu de Escultura ao Ar Livre de Alcalá de Henares
O Museu de Escultura ao ar livre de Alcala de Henares (Museo de Escultura al Aire Libre de Alcalá de Henares) é uma exposição permanente de arte contemporânea em público Alcalá de Henares (Madrid - Espanha), inaugurado em 1993 e organizada pelo escultor José Noja.

## História
O museu foi iniciada em 1991 pelo escultor José Noja, inaugurada em 24 de agosto de 1993. A coleção é composta de 58 esculturas, tanto figurativa e arte abstrata. Moderna e contemporânea, principalmente obras de artistas espanhóis, assim como americanos e europeus. As esculturas estão dispostas em duas seções urbanas: ao longo da Via Complutense e ribeirinhos das muralhas da cidade velha. Isto torna a maior do seu género na Europa, com mais de dois quilômetros. Há estátuas interessantes de artistas importantes, tais como Amadeo Gabino, José Lamiel, Pablo Serrano ou Úrculo, entre outros.

## Escultores
A coleção inclui obras dos escultores seguinte:
| - Agar Blasco - Aizkorbe - Alberto Guzmán - Amadeo Gabino - Aurelio Teno - Beatiz Kohn - Berrutti - Camín - Carlos Evangelista - Carlos García Muela - Carlos Prada - Carmen Castillo - Carmen Perujo - Cristóbal - Elena Laverón - Encarnación Hernández - Enrique Ramos Guerra - Ernesto Knörr - Feliciano Hernández - Fernando Suárez | - Ferreiro Badía - Francisco Barón - Gaudi Esté - Gil Arévalo - Isidro Blasco - Javier Santxotena - Javier Sauras - Jesús Molina - Joan Llacer - Jorge Seguí - Jorge Varas - José Lamiel - José Luis Pequeño - José Luis Sánchez - José Manuel Alberdi - José Noja - Lilianne Katsuki - Lorenzo Frechilla - Luis Caruncho | - María Carretero - María Teresa Torras - Máximo Trueba - Miguel Moreno - Nassio - Noud de Wolf - Pablo Serrano - Rafael Barrios - Rafael Muyor - Ramiro Arango - Ricardo Beleña - Sebastián - Teresa Eguibar - Torres Guardia - Úrculo - Venancio Blanco - Vicente Ortí - Xabier Laka - Xuxo Vázquez |

## Galeria de escultura

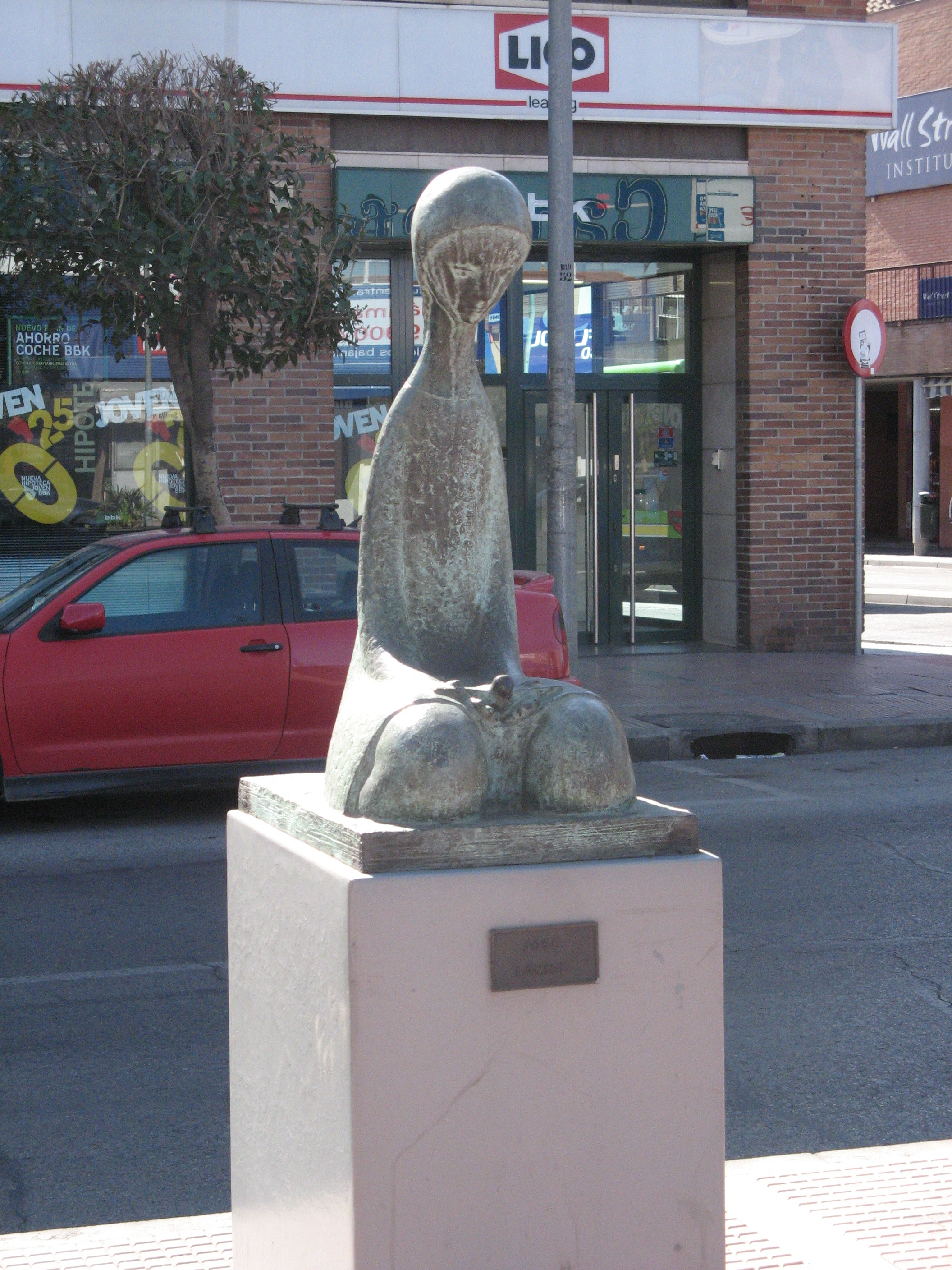
José Lamiel
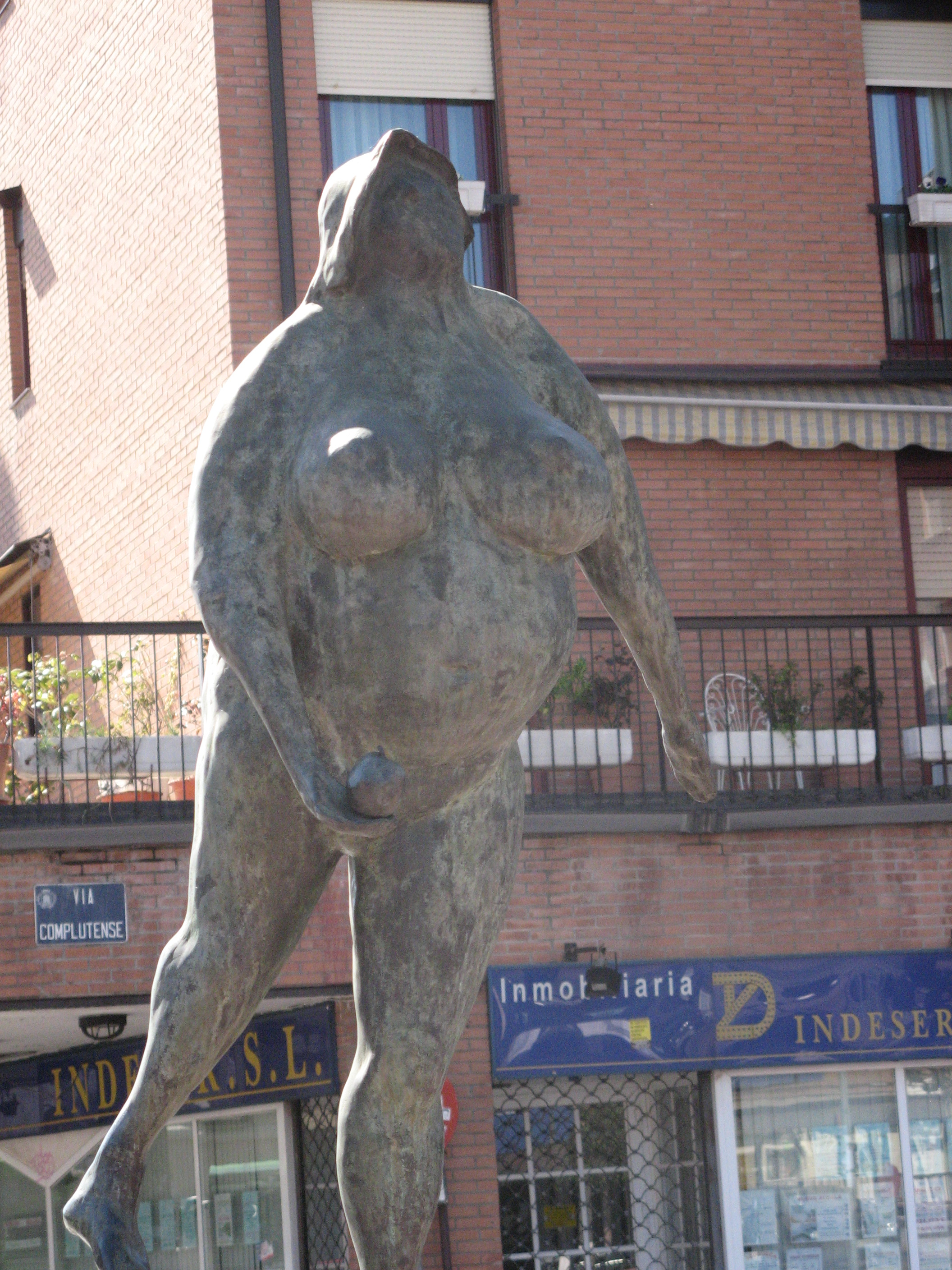
Fernando Suárez
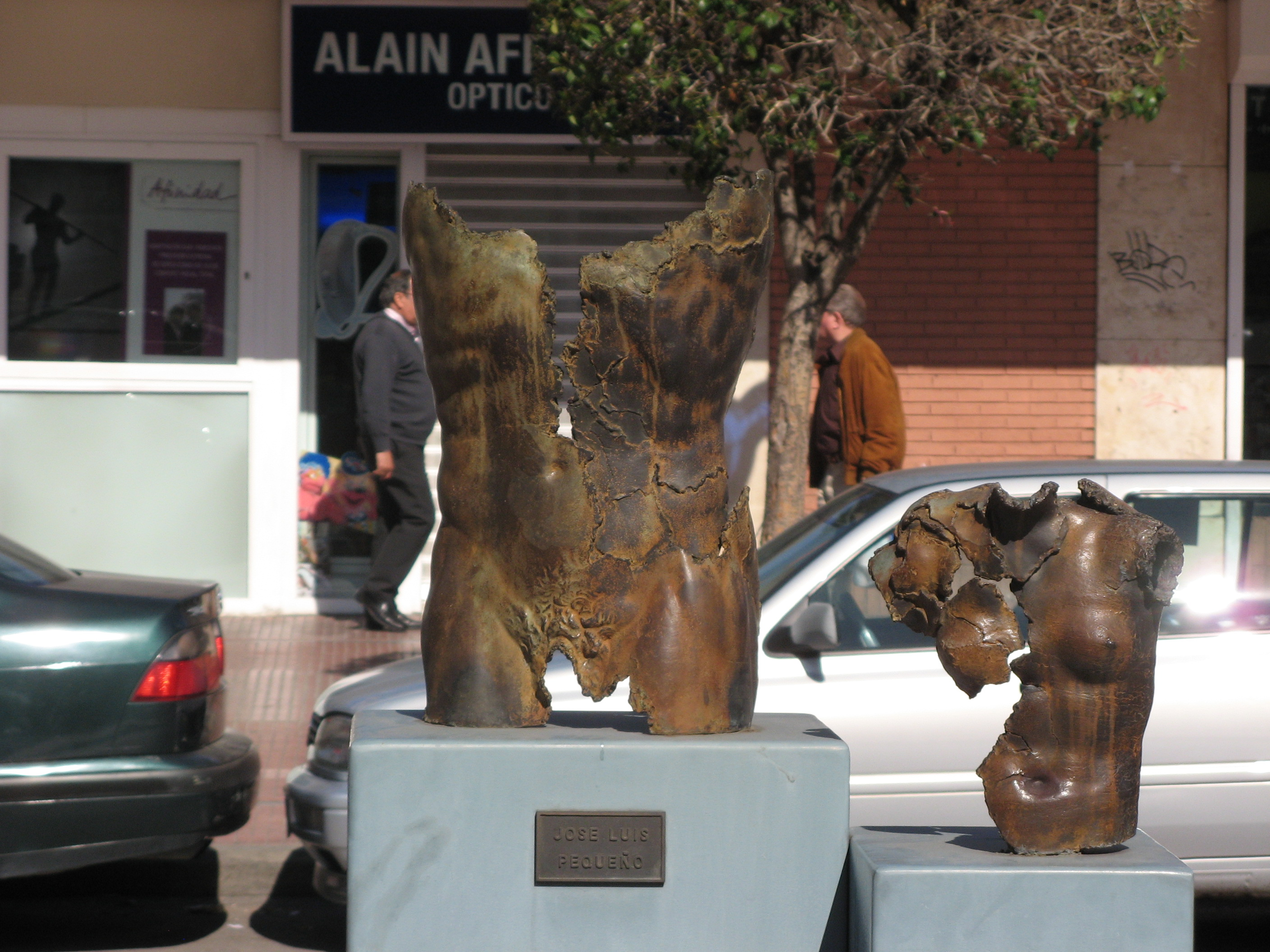
José Luis Pequeño
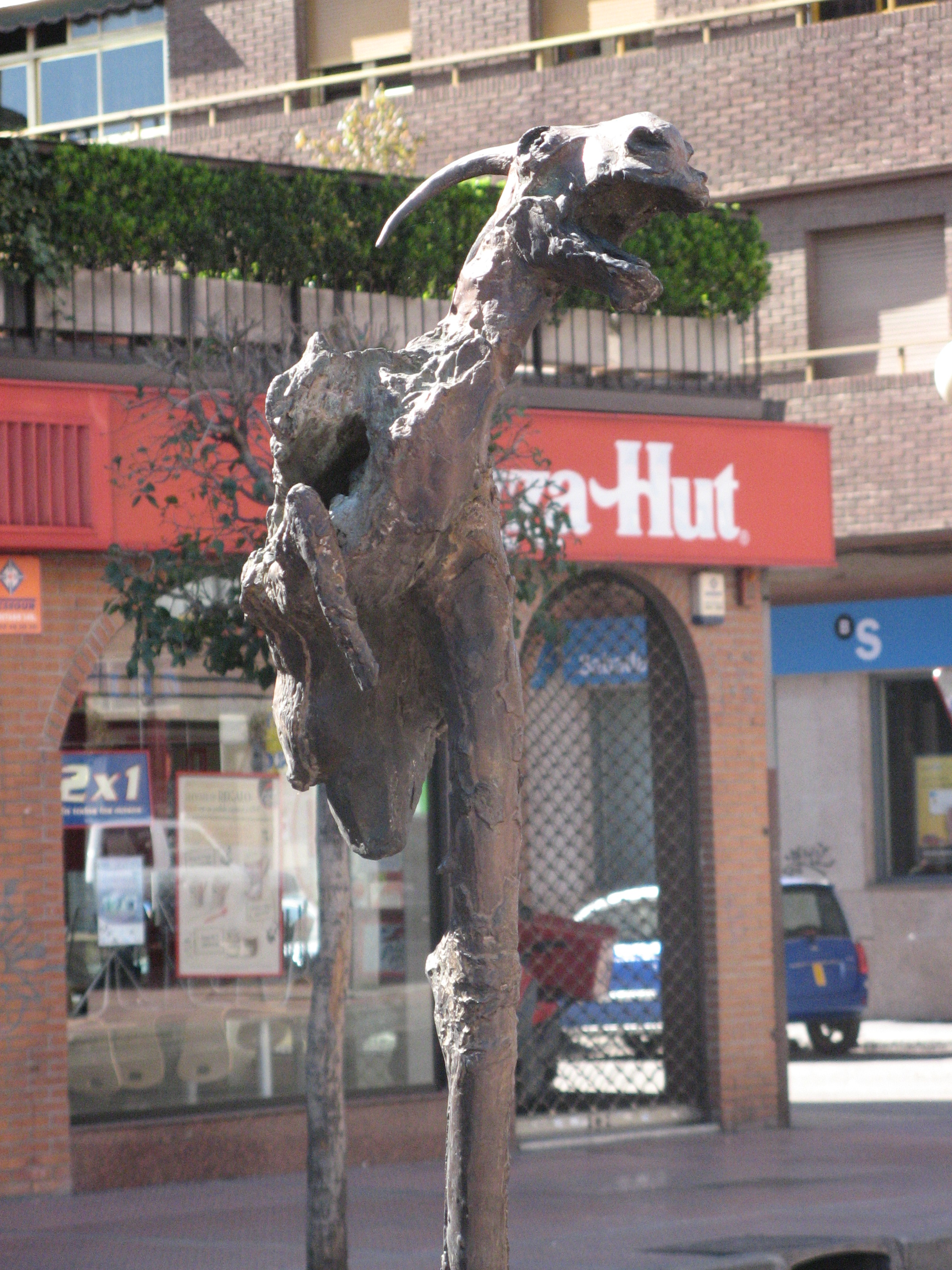
Aurelio Teno
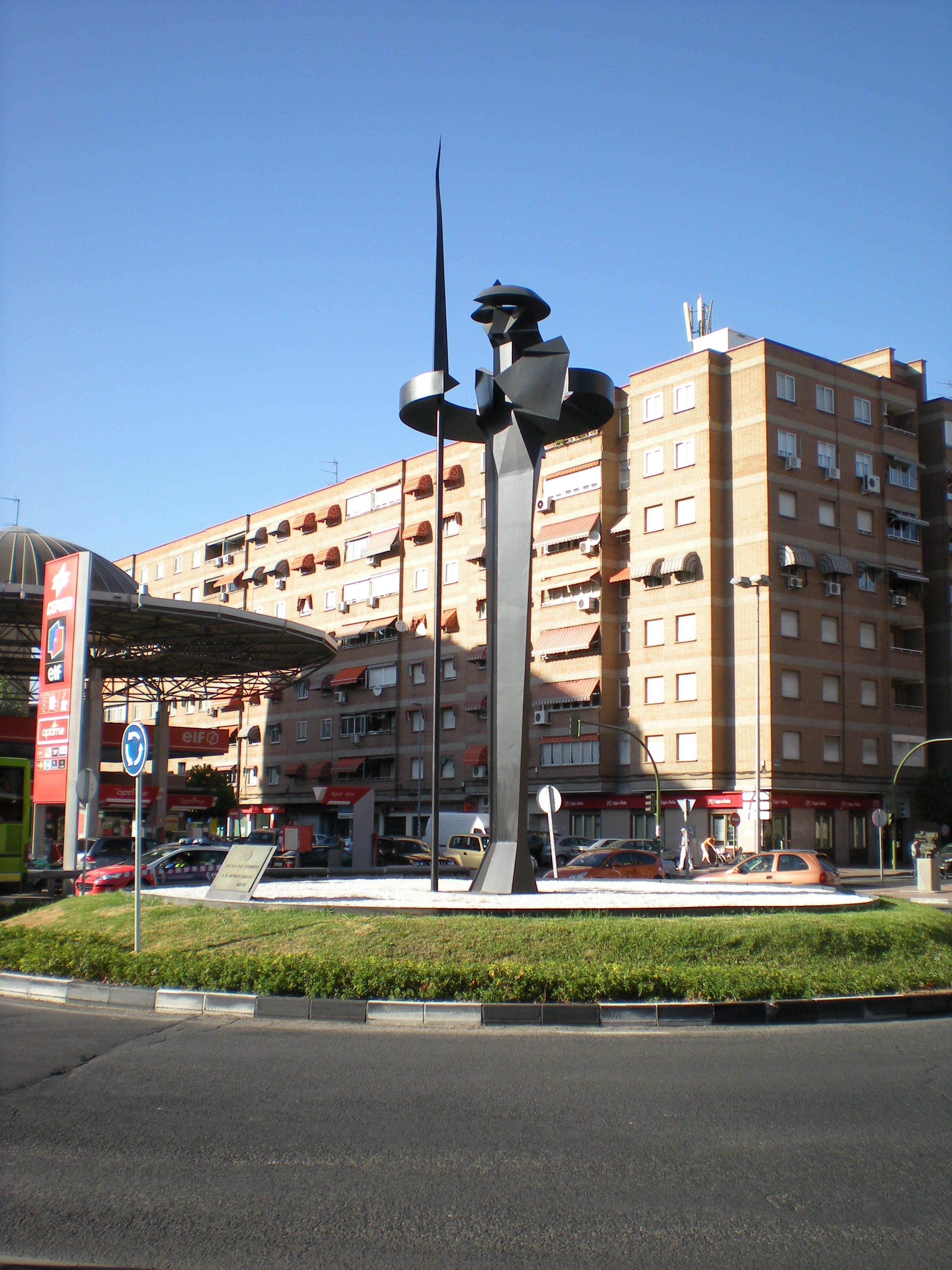
Sebastián. Quijote (2007)
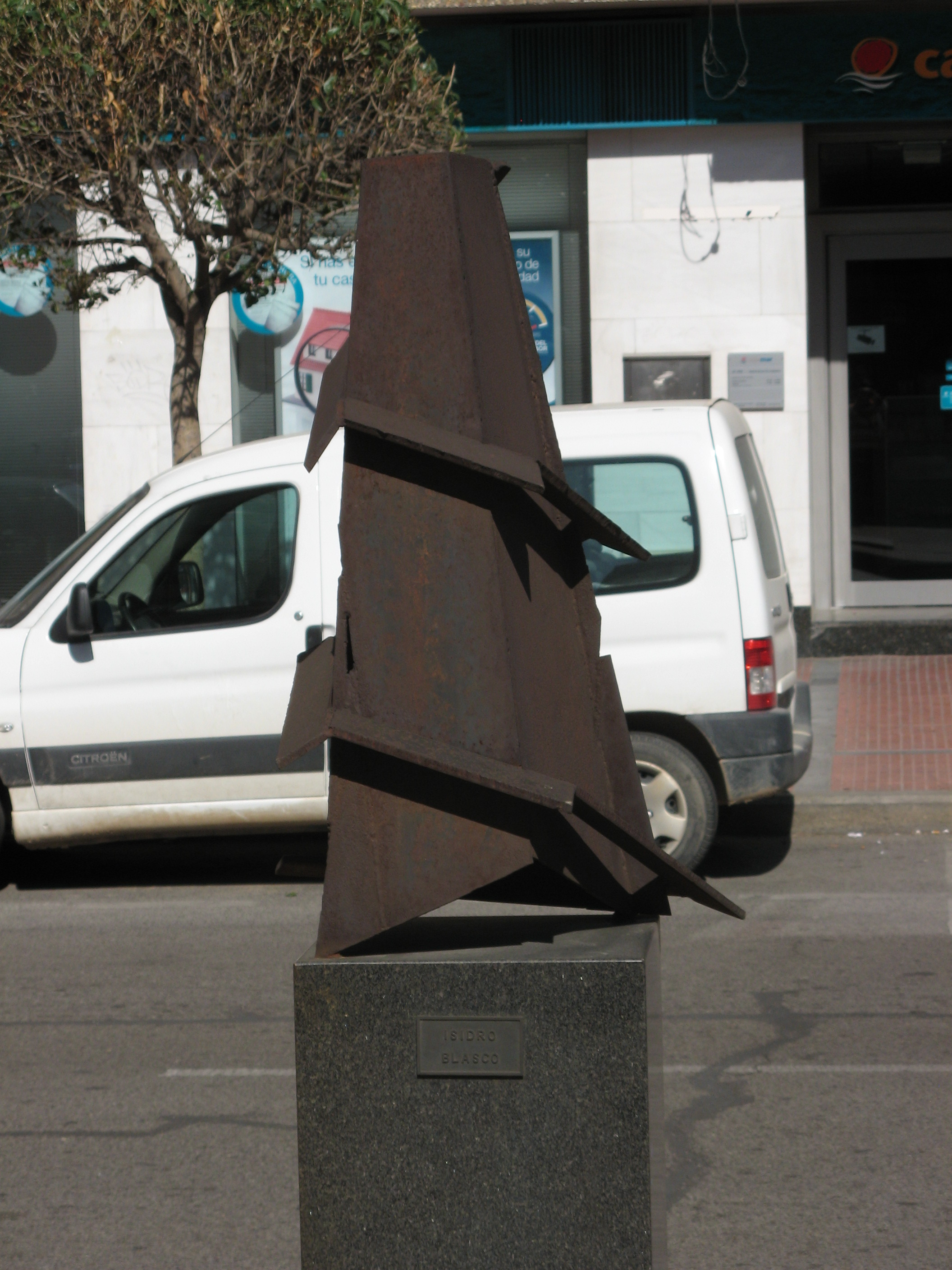
Isidro Blasco
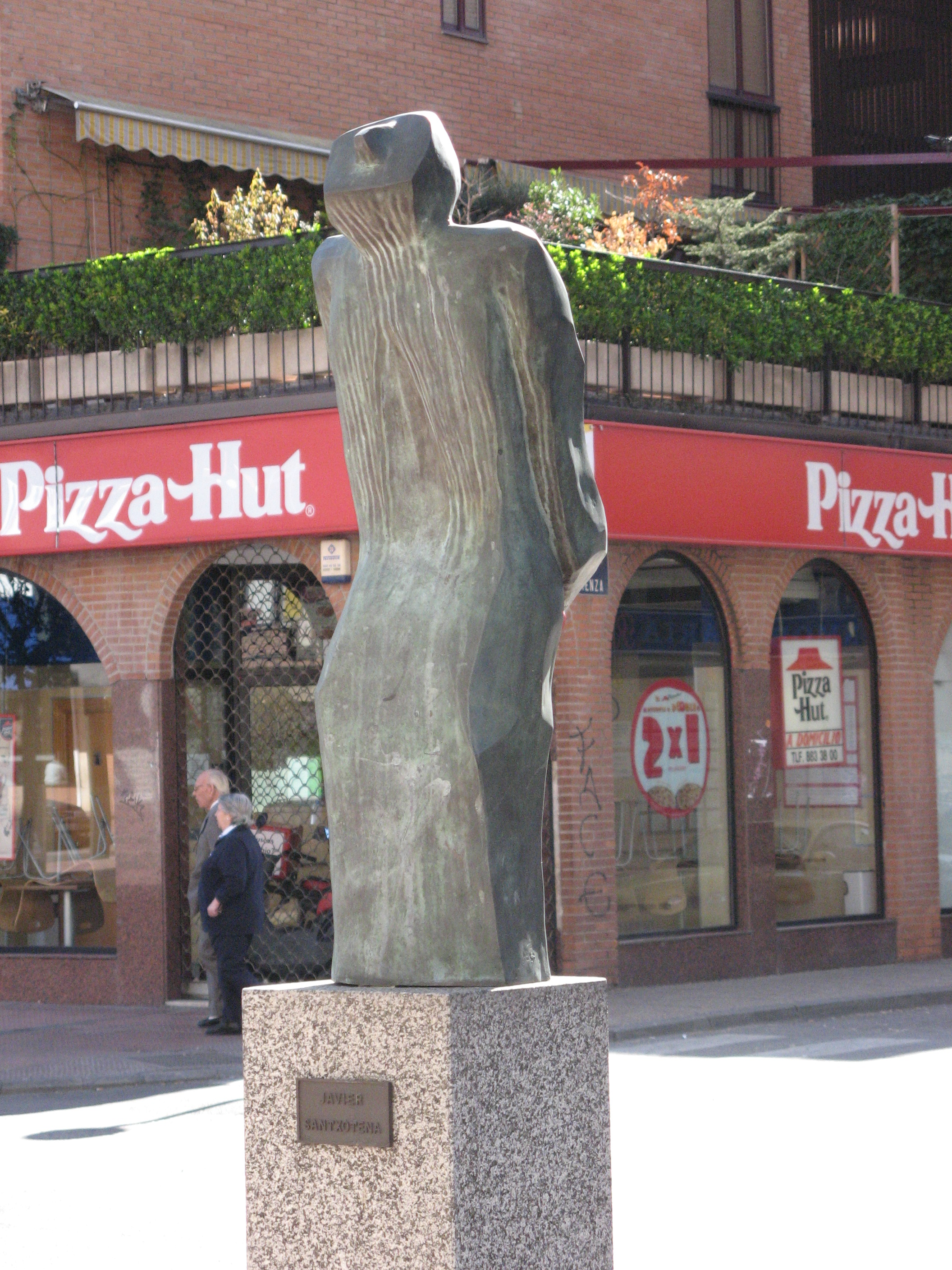
Javier Santxotena
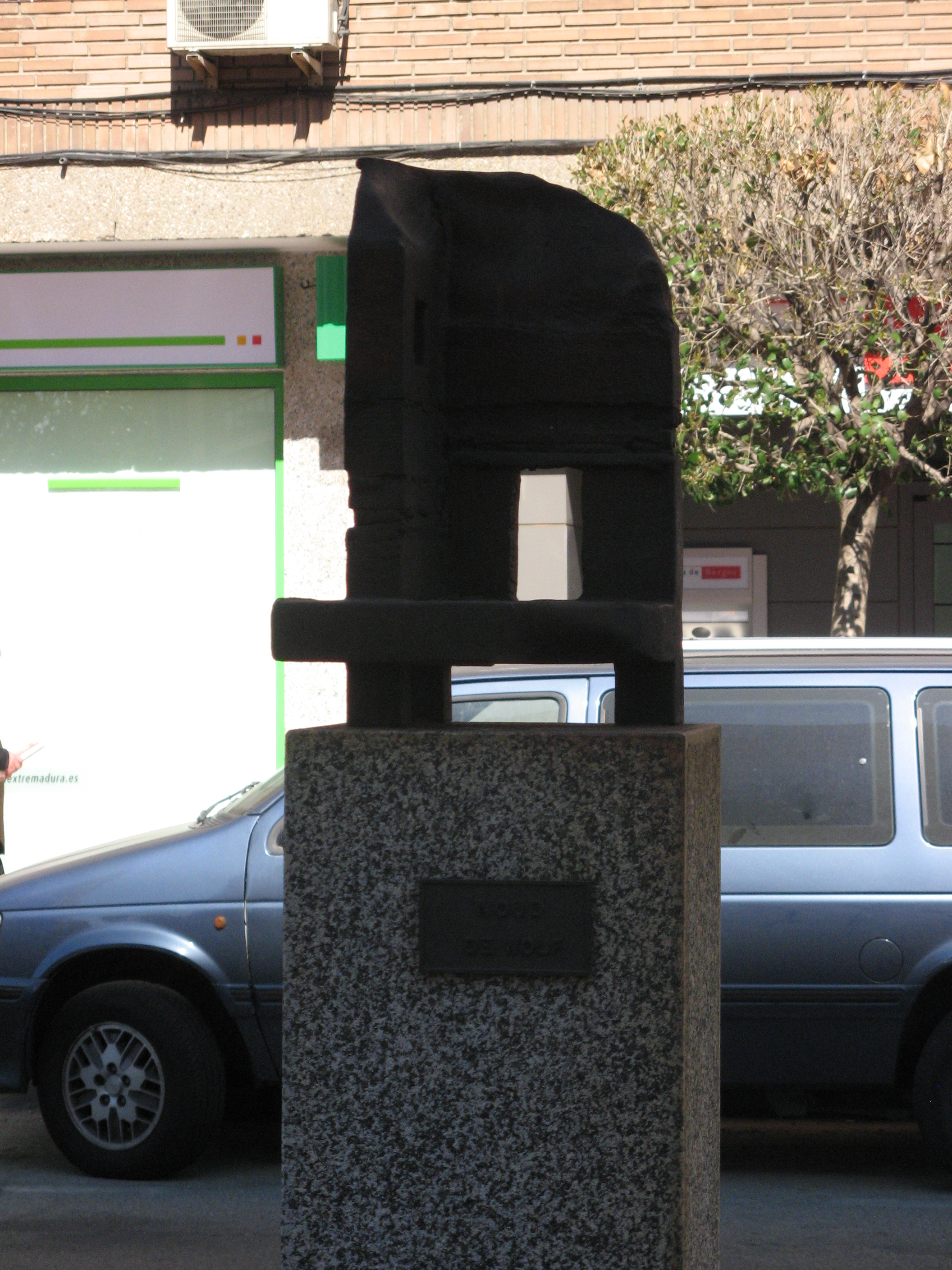
Noud de Wolf
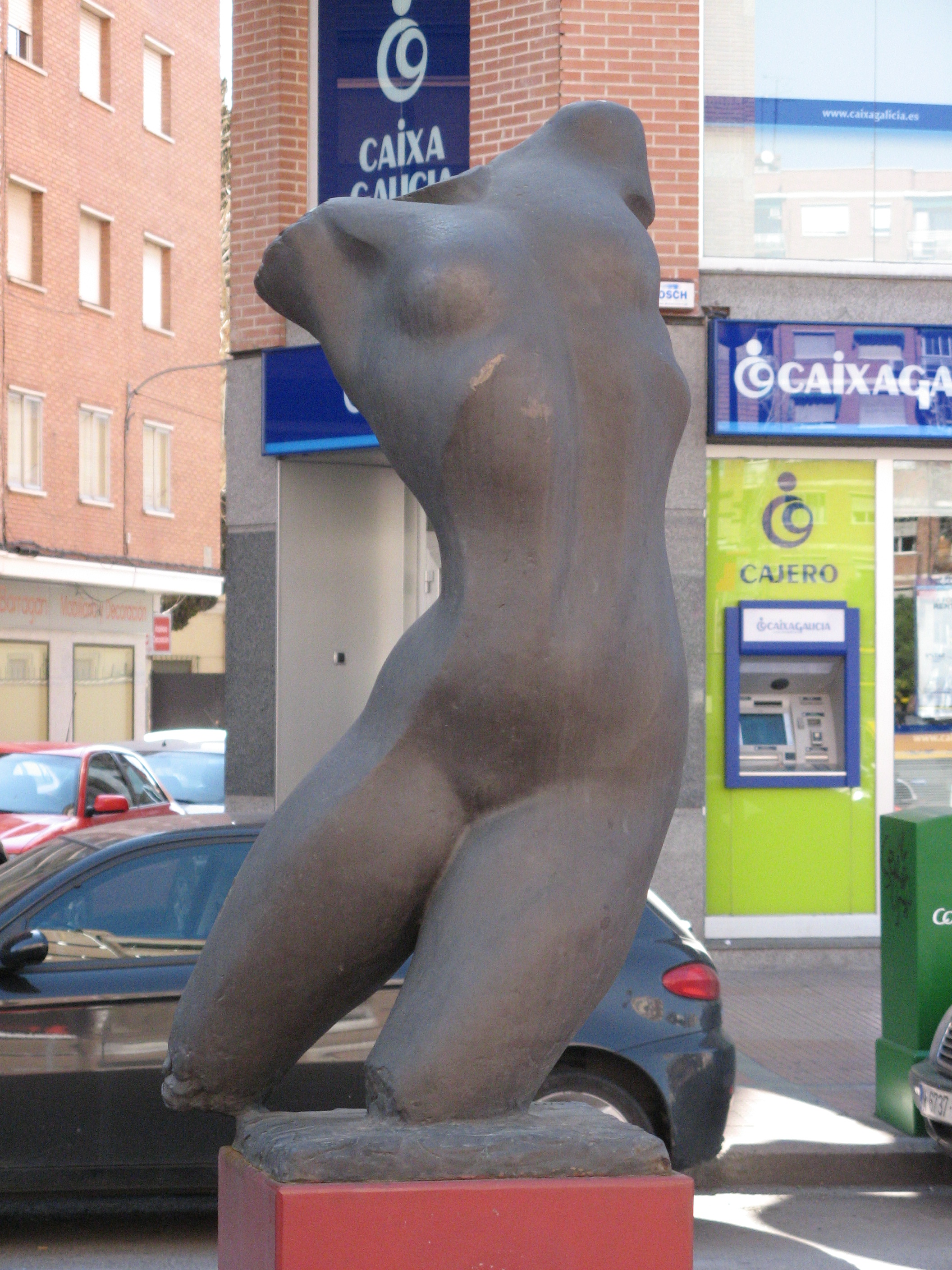
Miguel Moreno
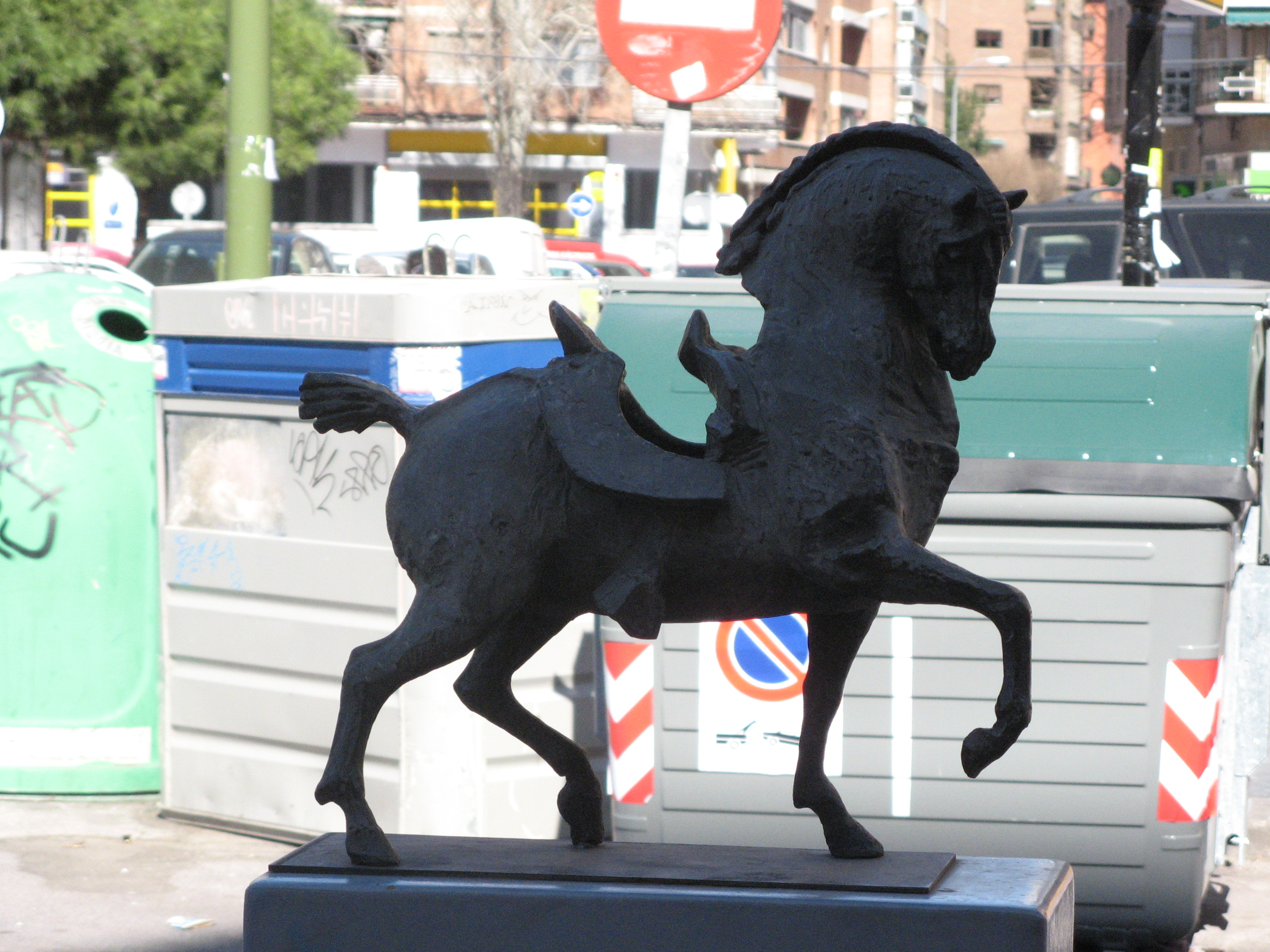
Venancio Blanco
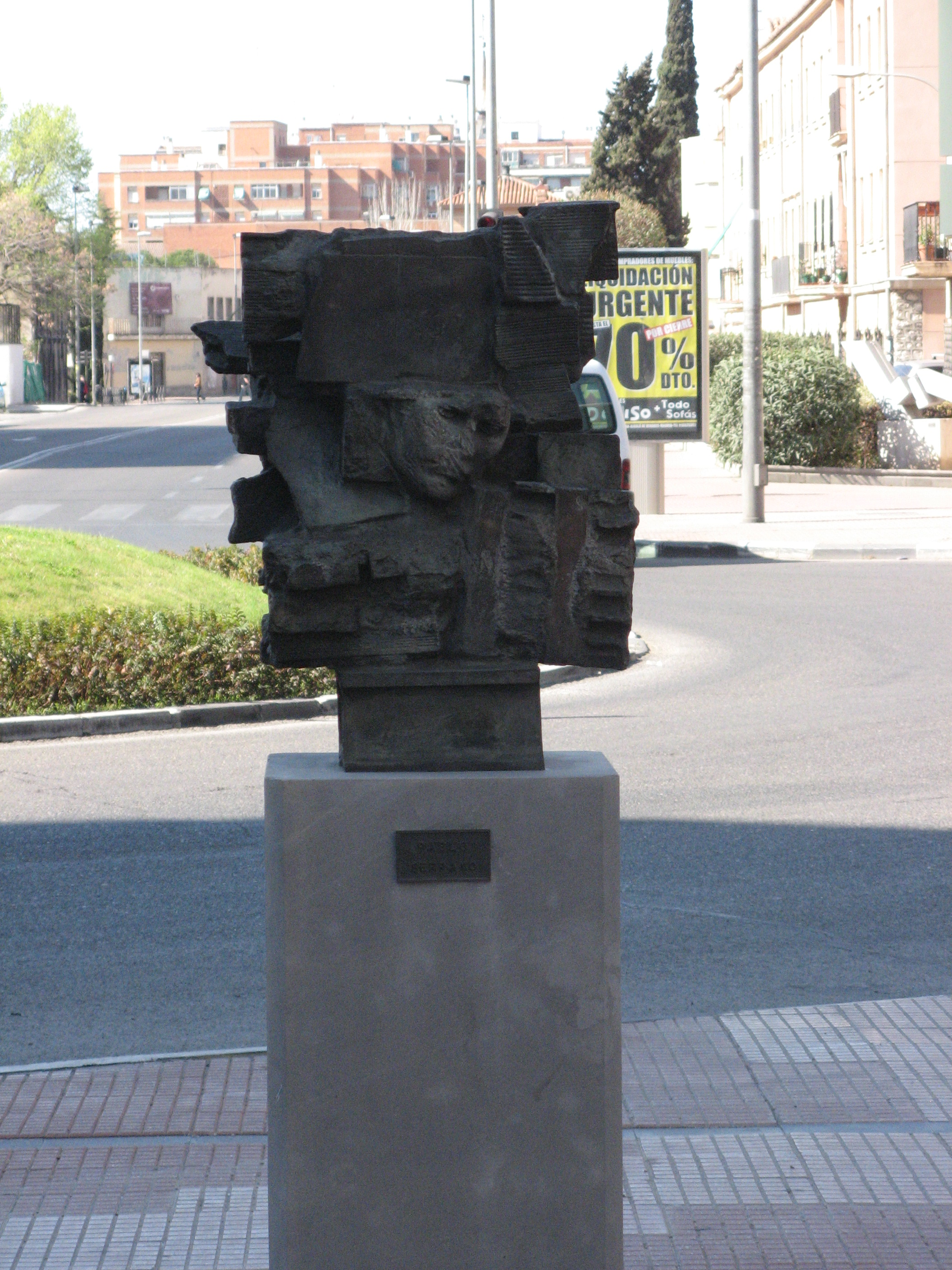
Pablo Serrano
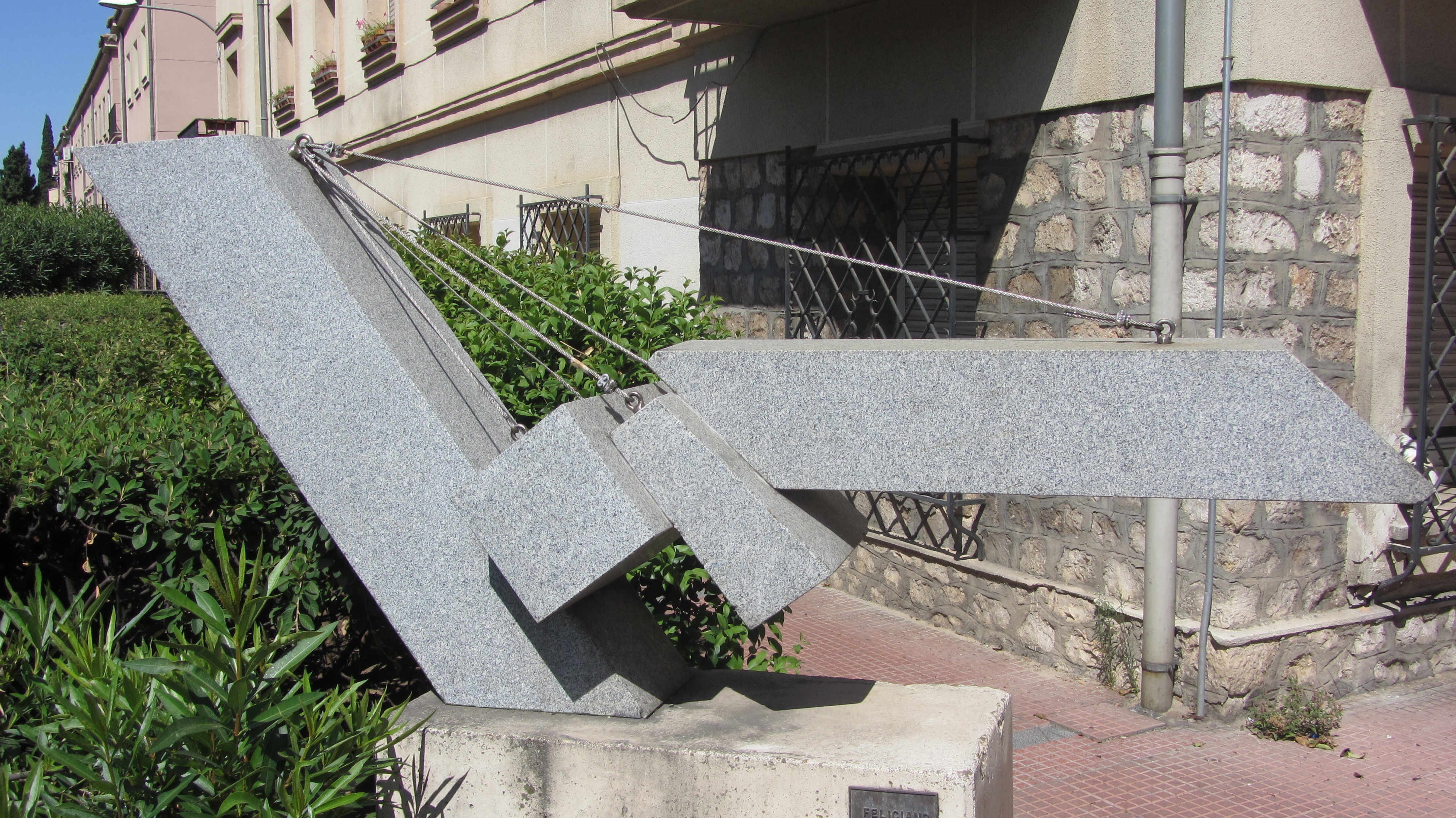
Feliciano
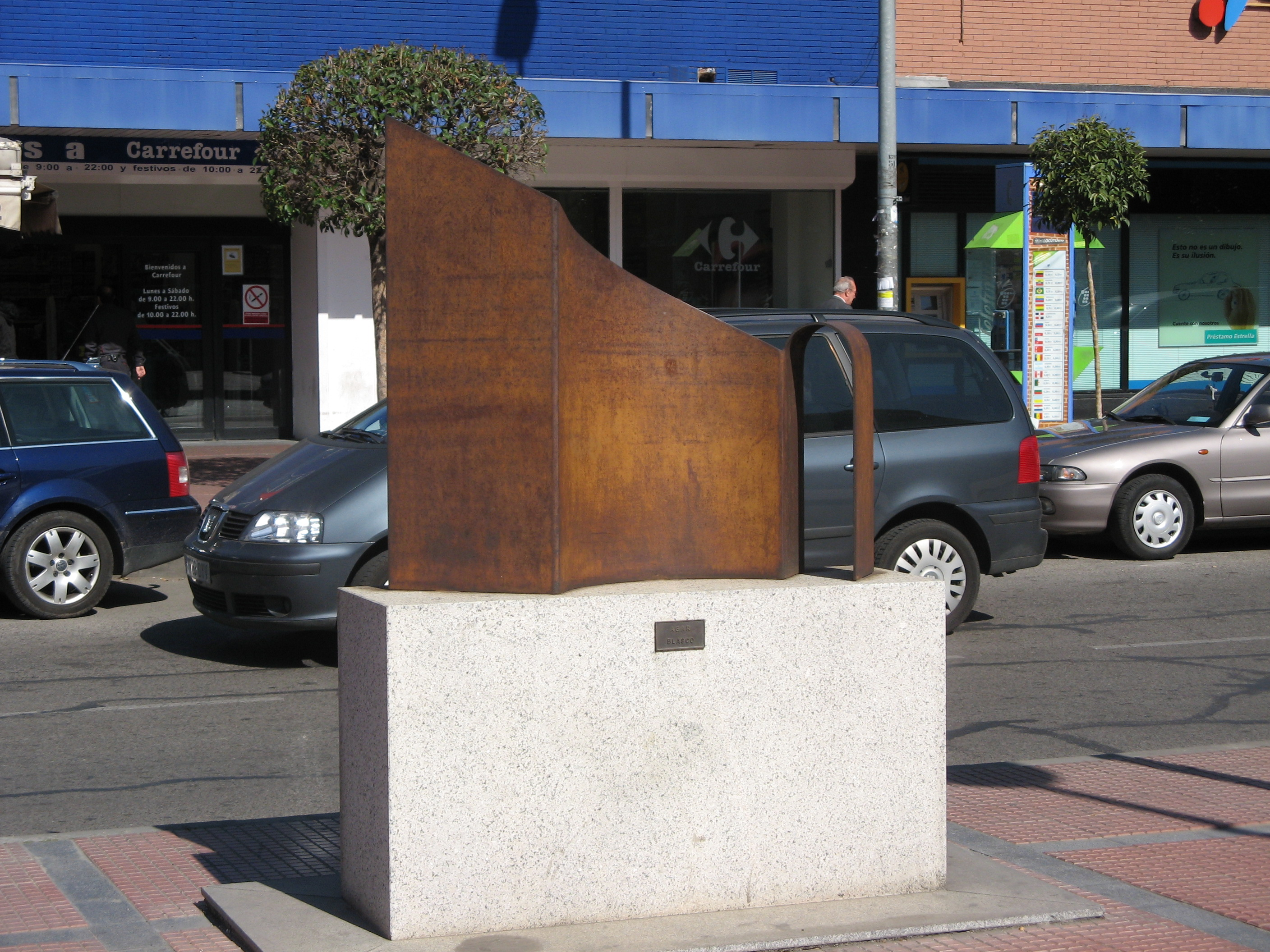
Agar Blasco
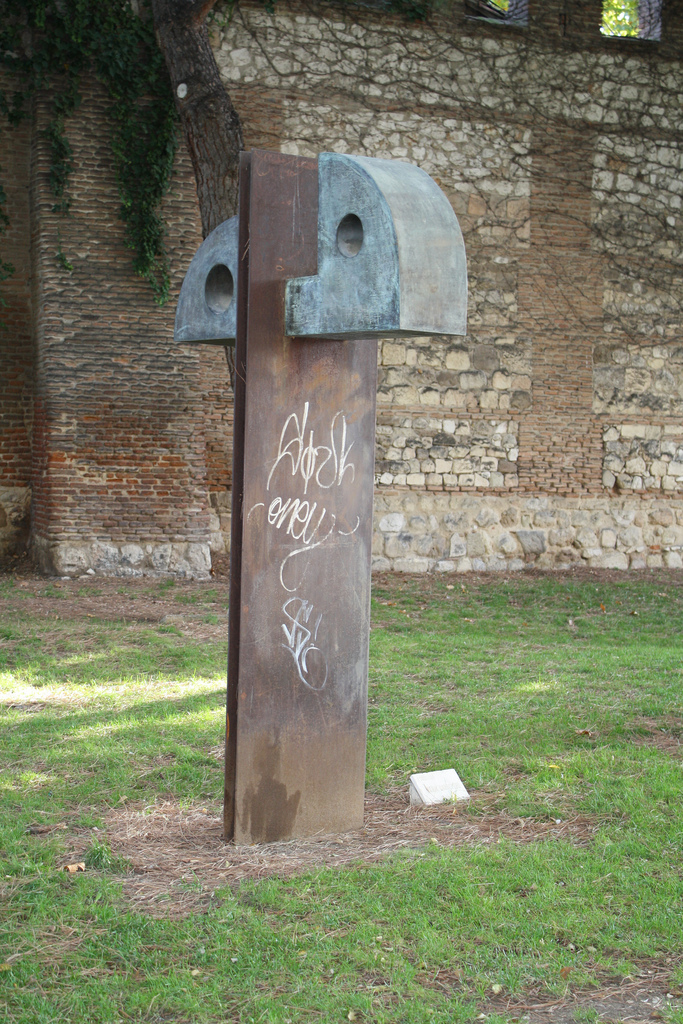
María Carretero. Pareja de Salvador (1993)
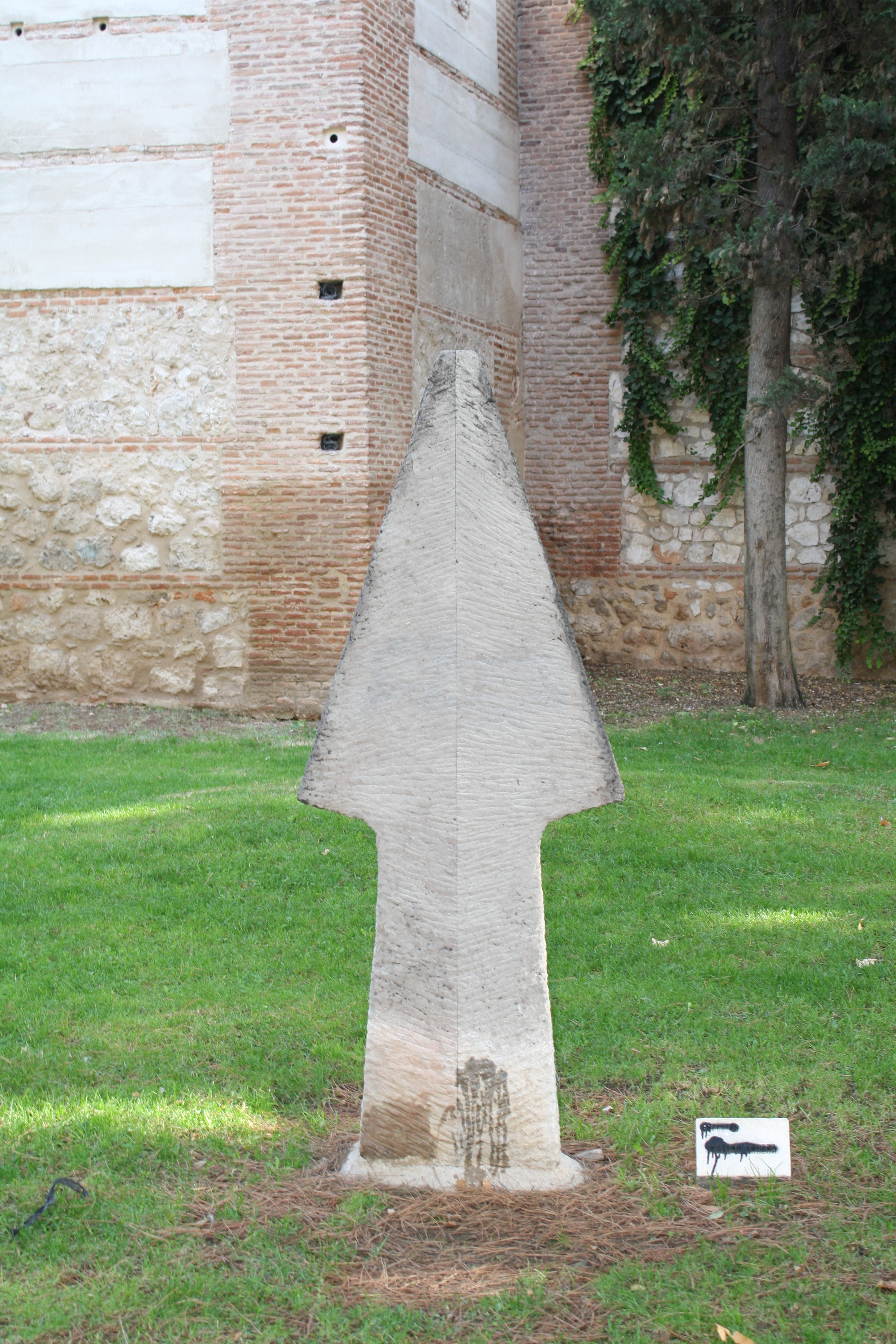
Máximo Trueba
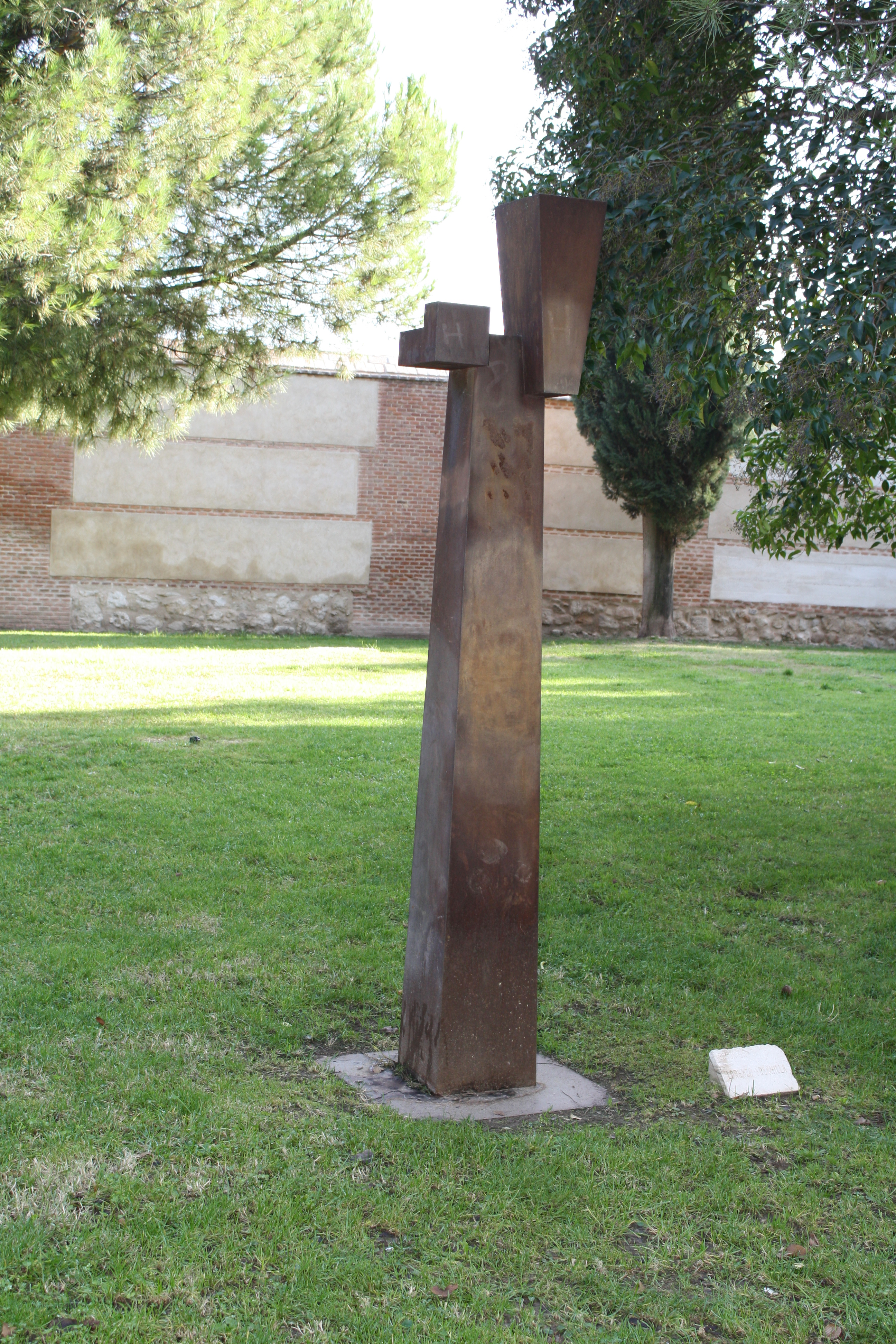
Lorenzo Frechilla
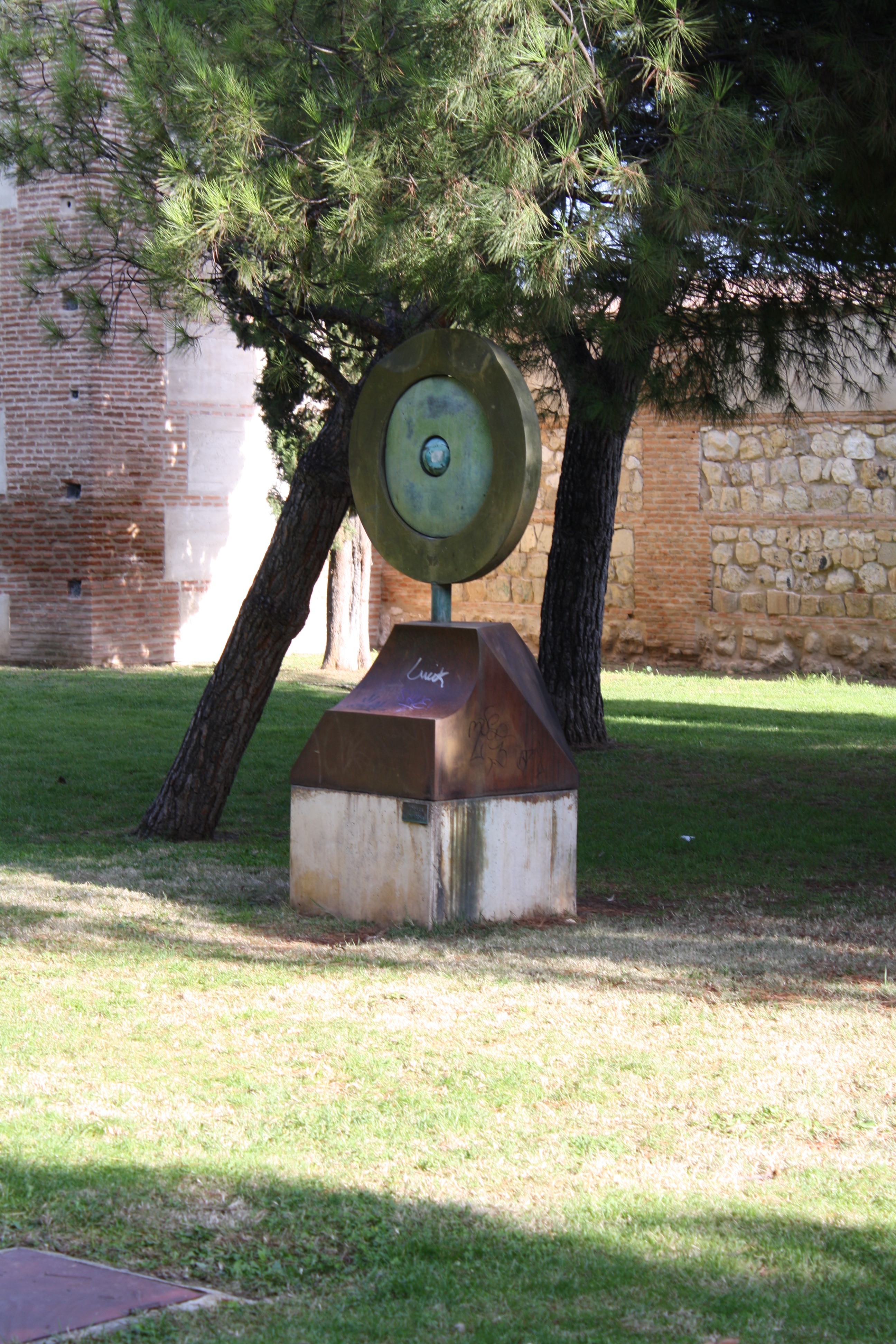
Torres Guardia
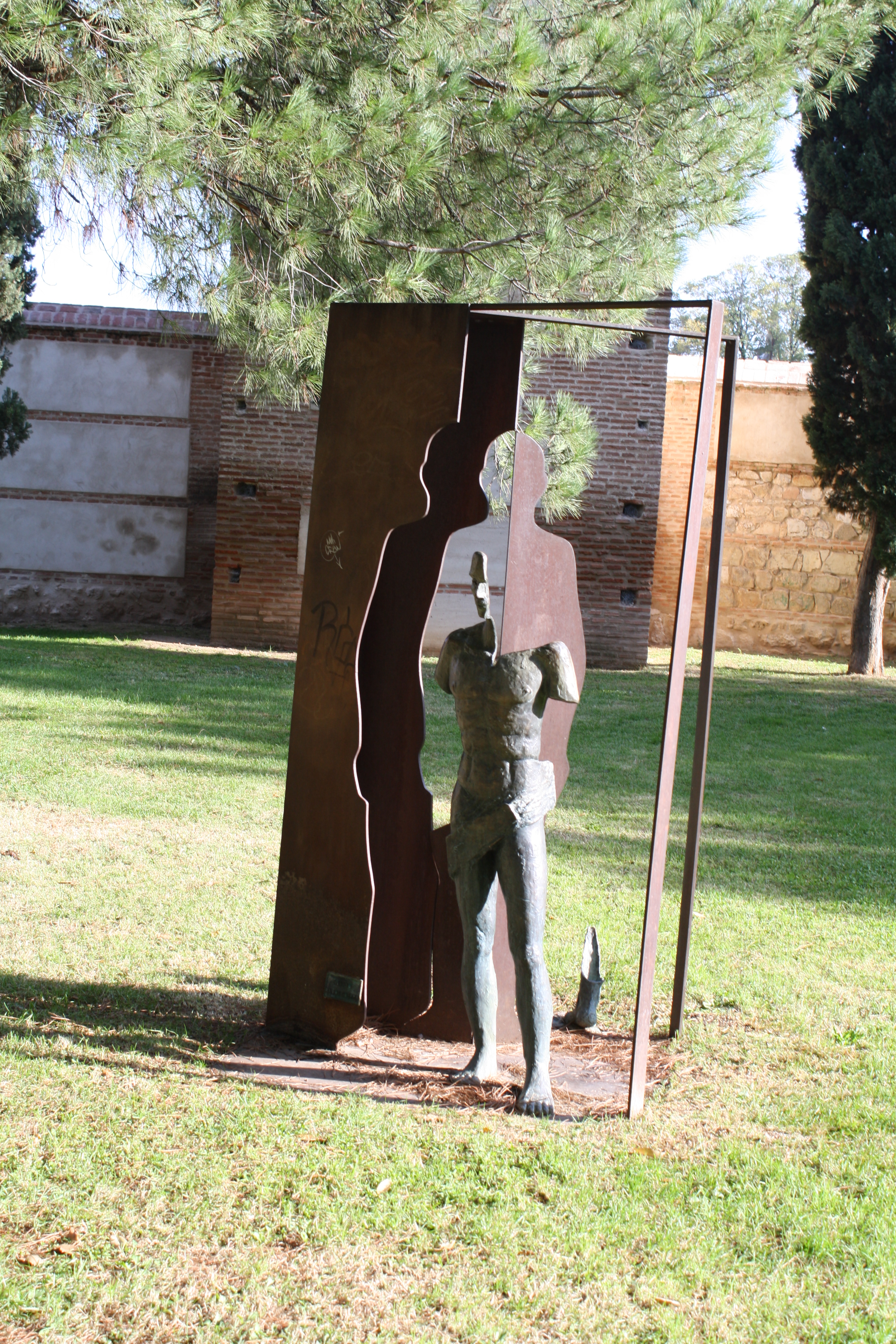
Enrique Ramos Guerra
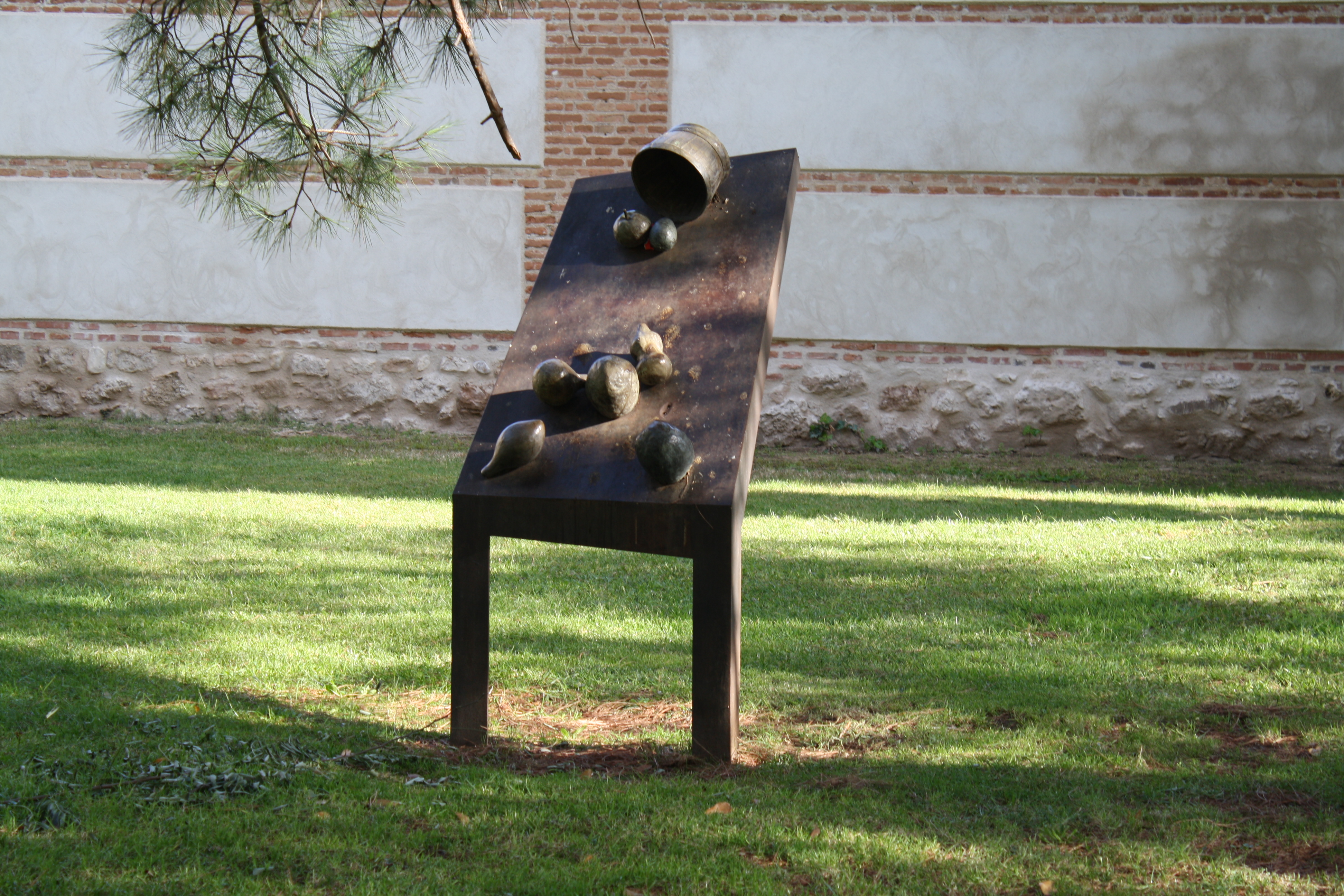
Ramiro Arango
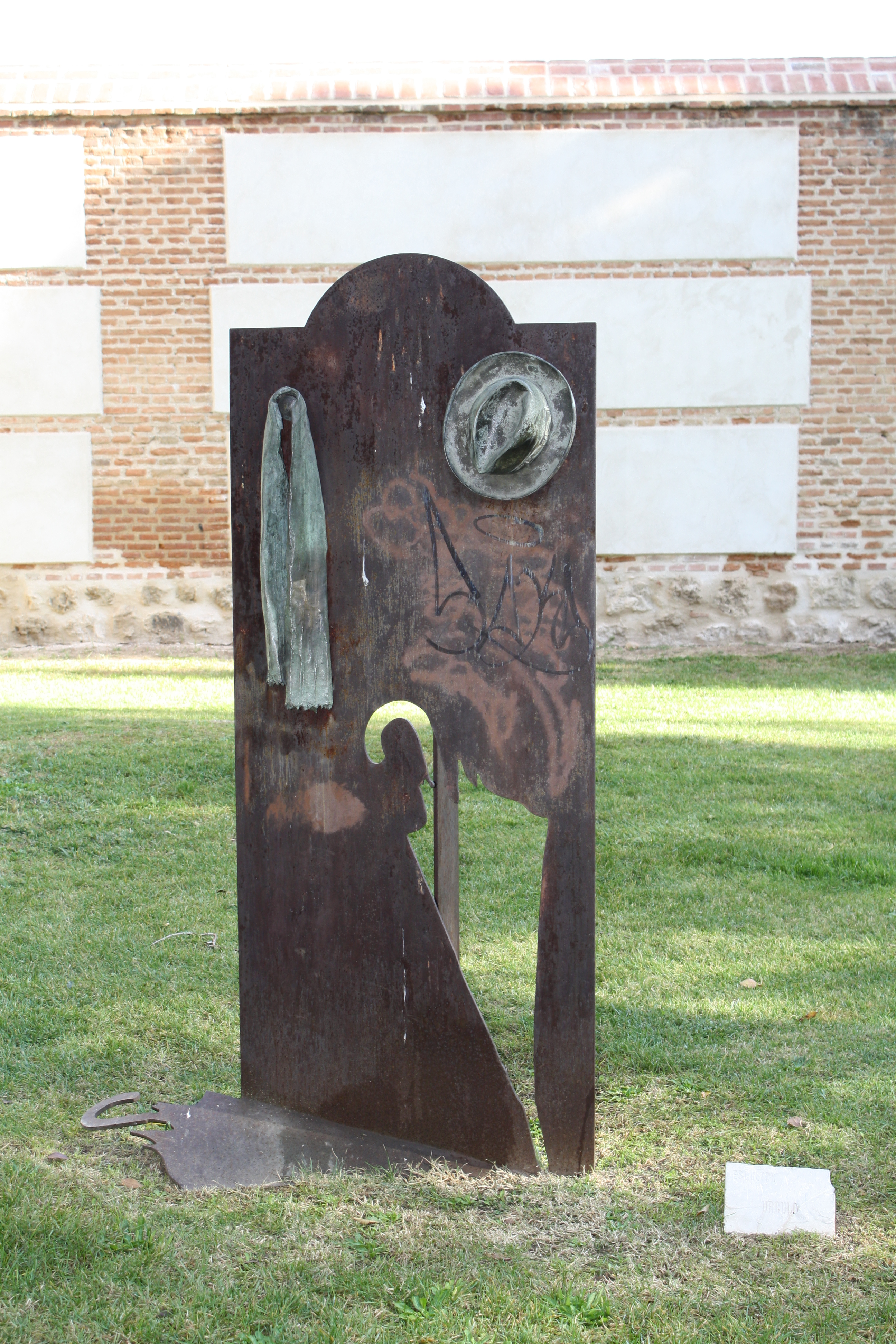
Úrculo
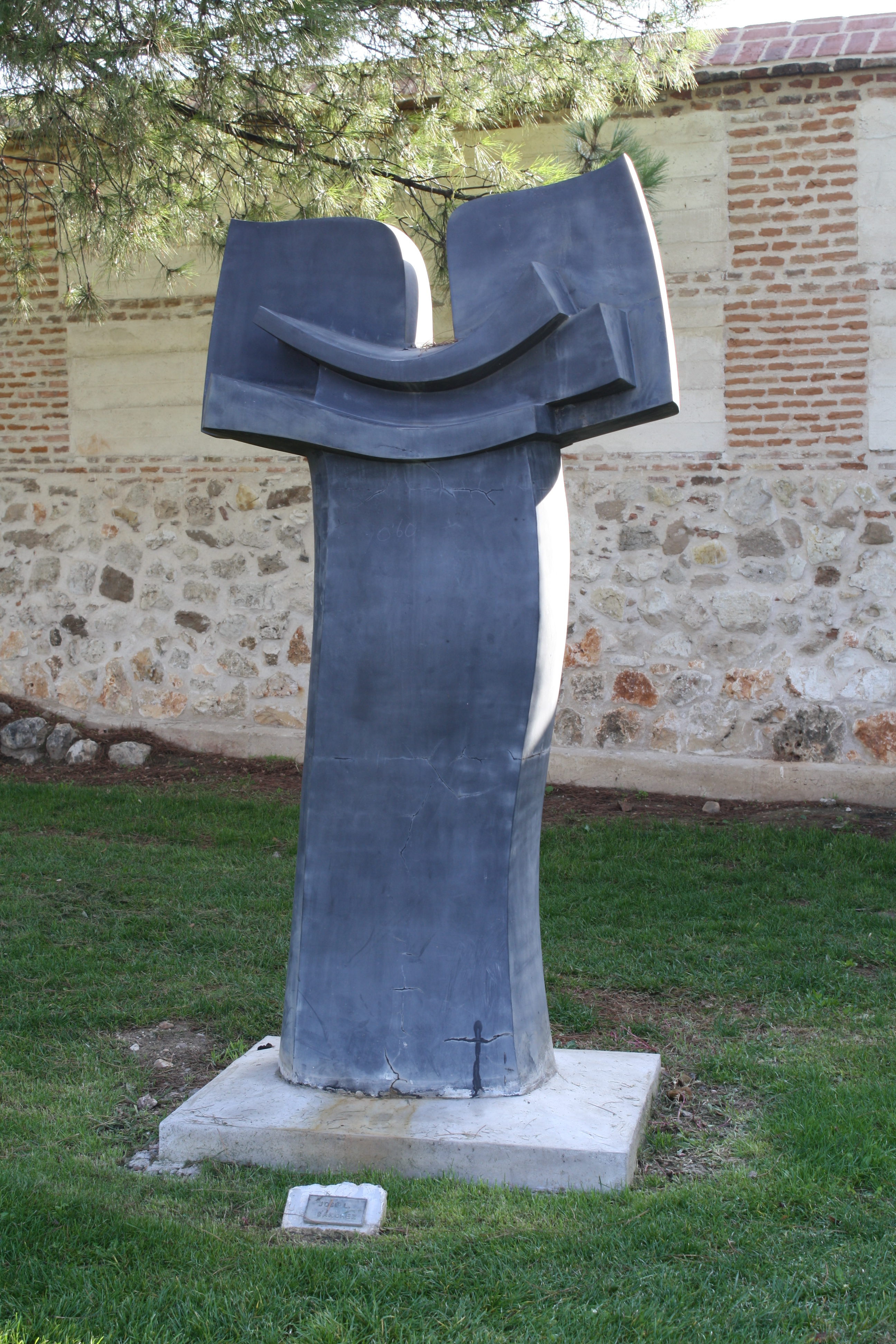
José Luis Sánchez
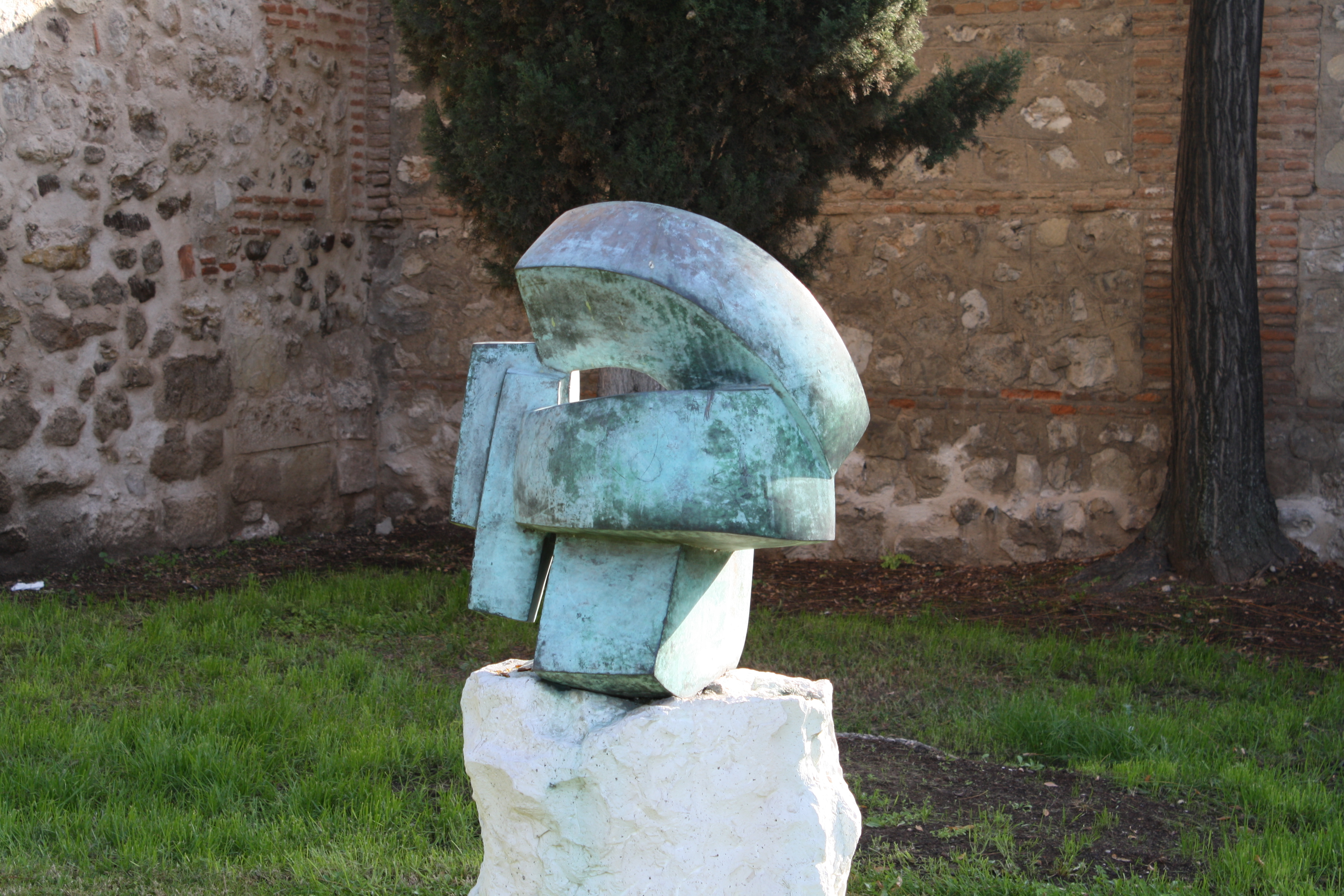
Francisco Barón
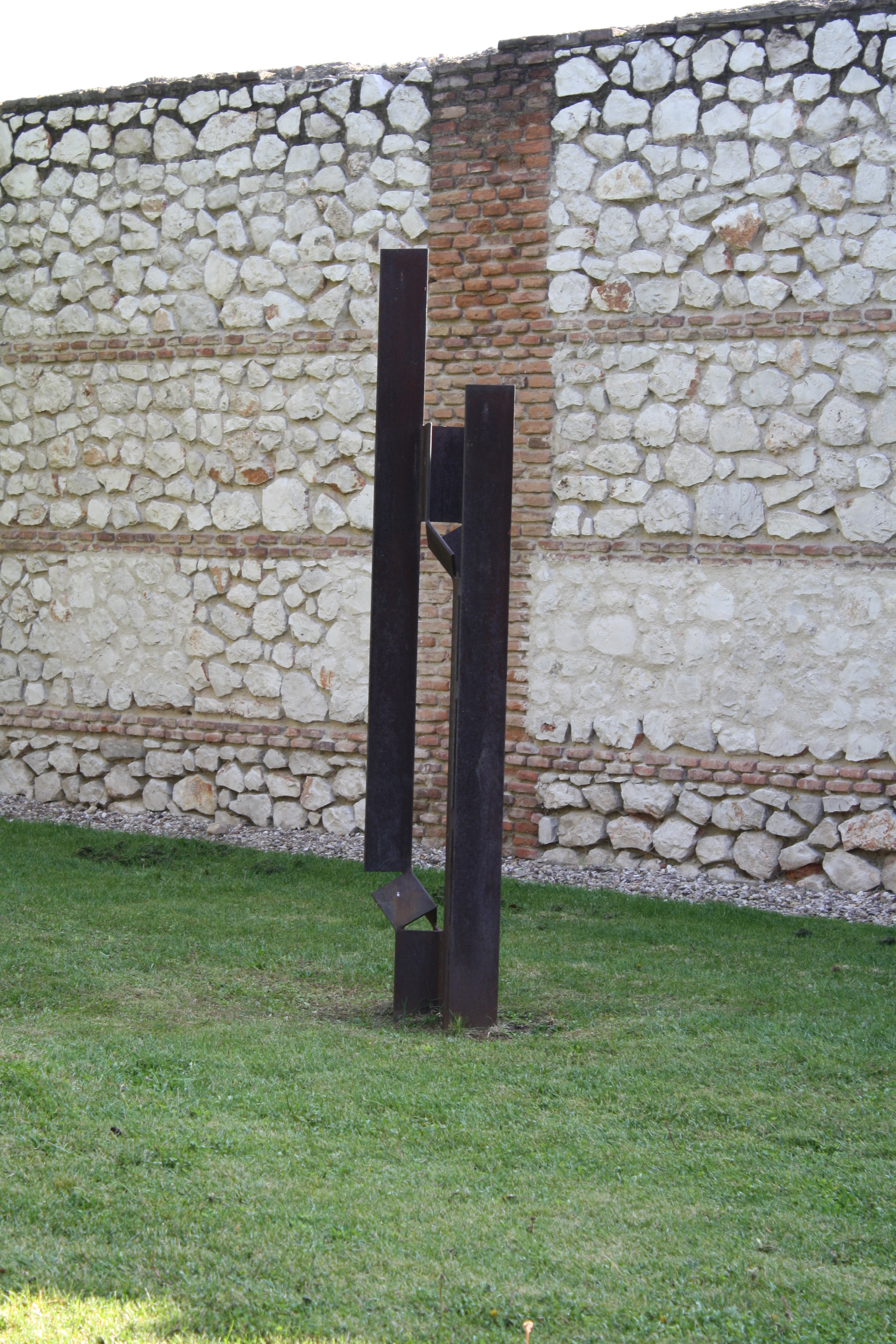
Camín
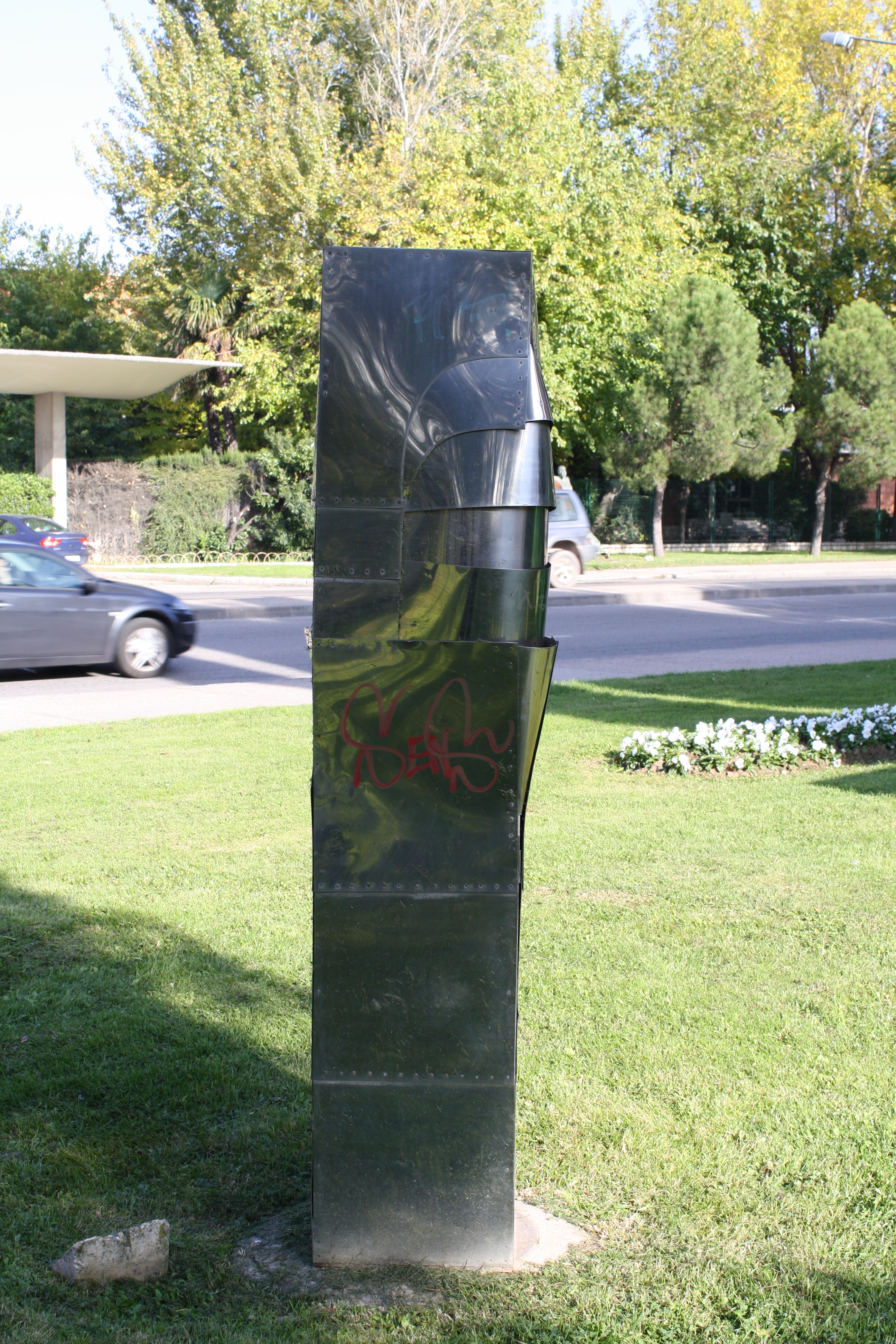
Amadeo Gabino
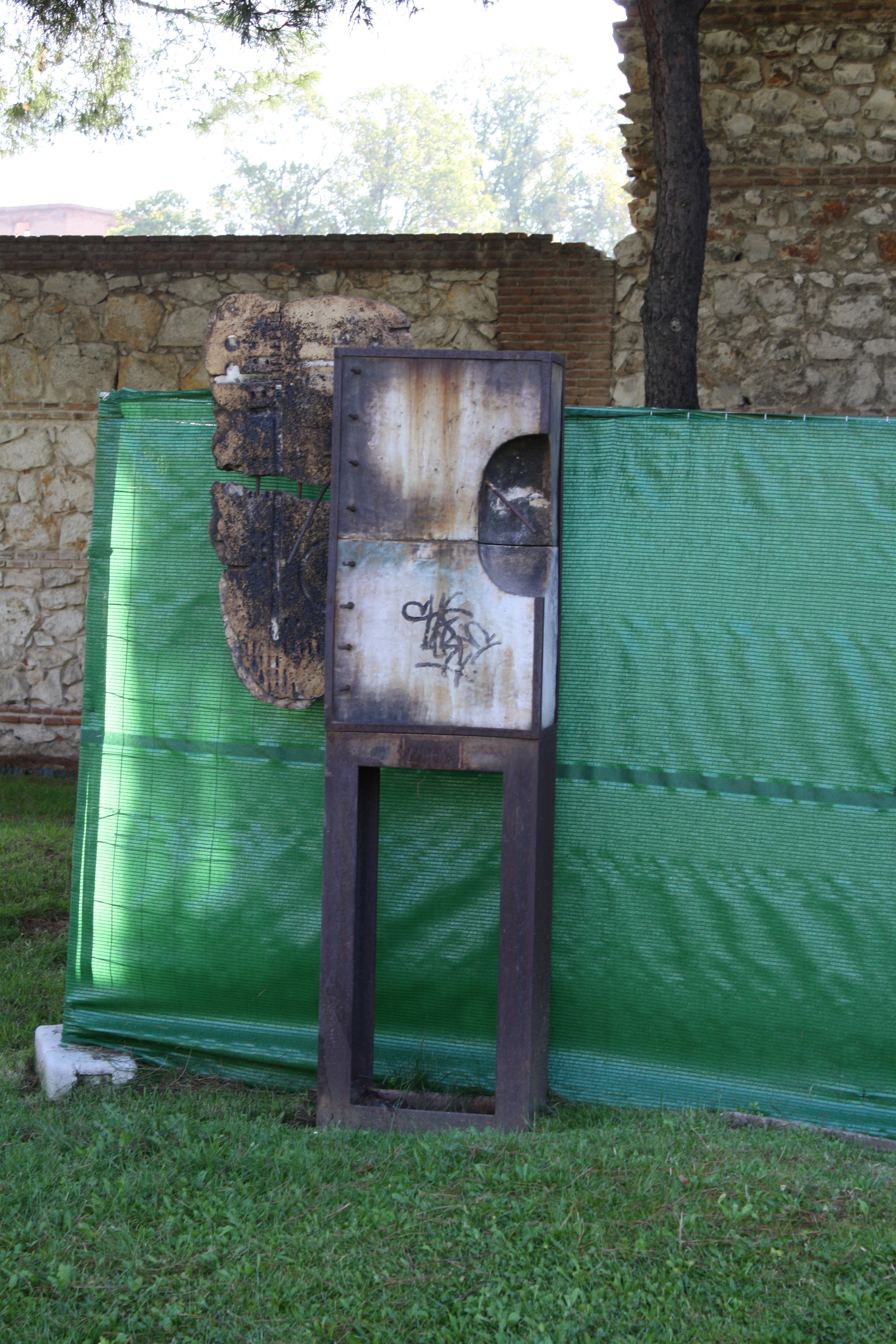
Joan Llacer
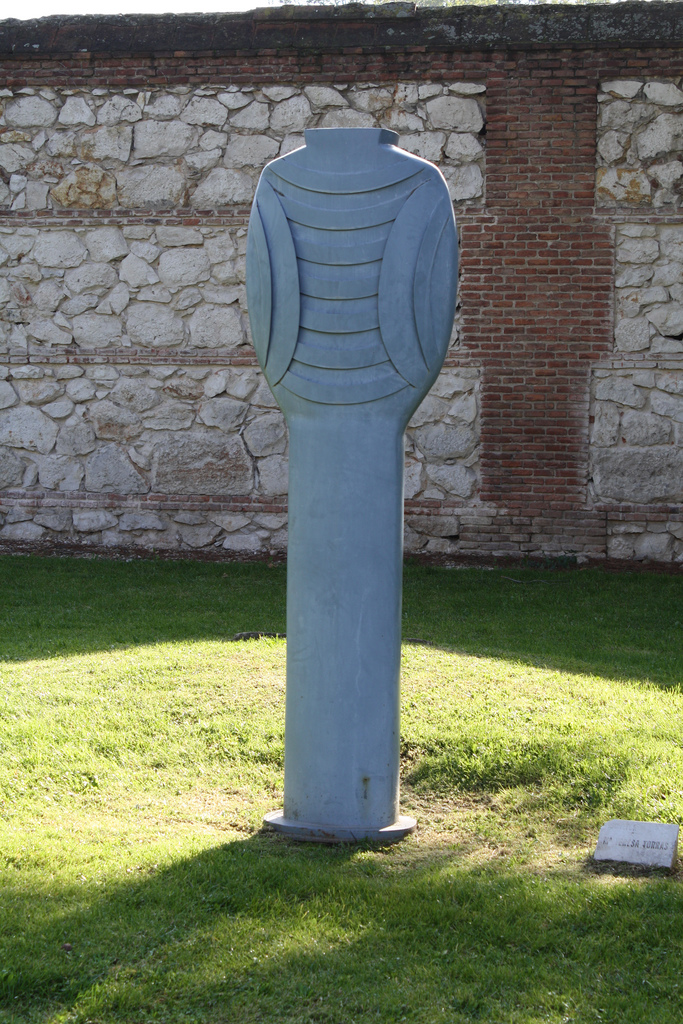
María Teresa Torras
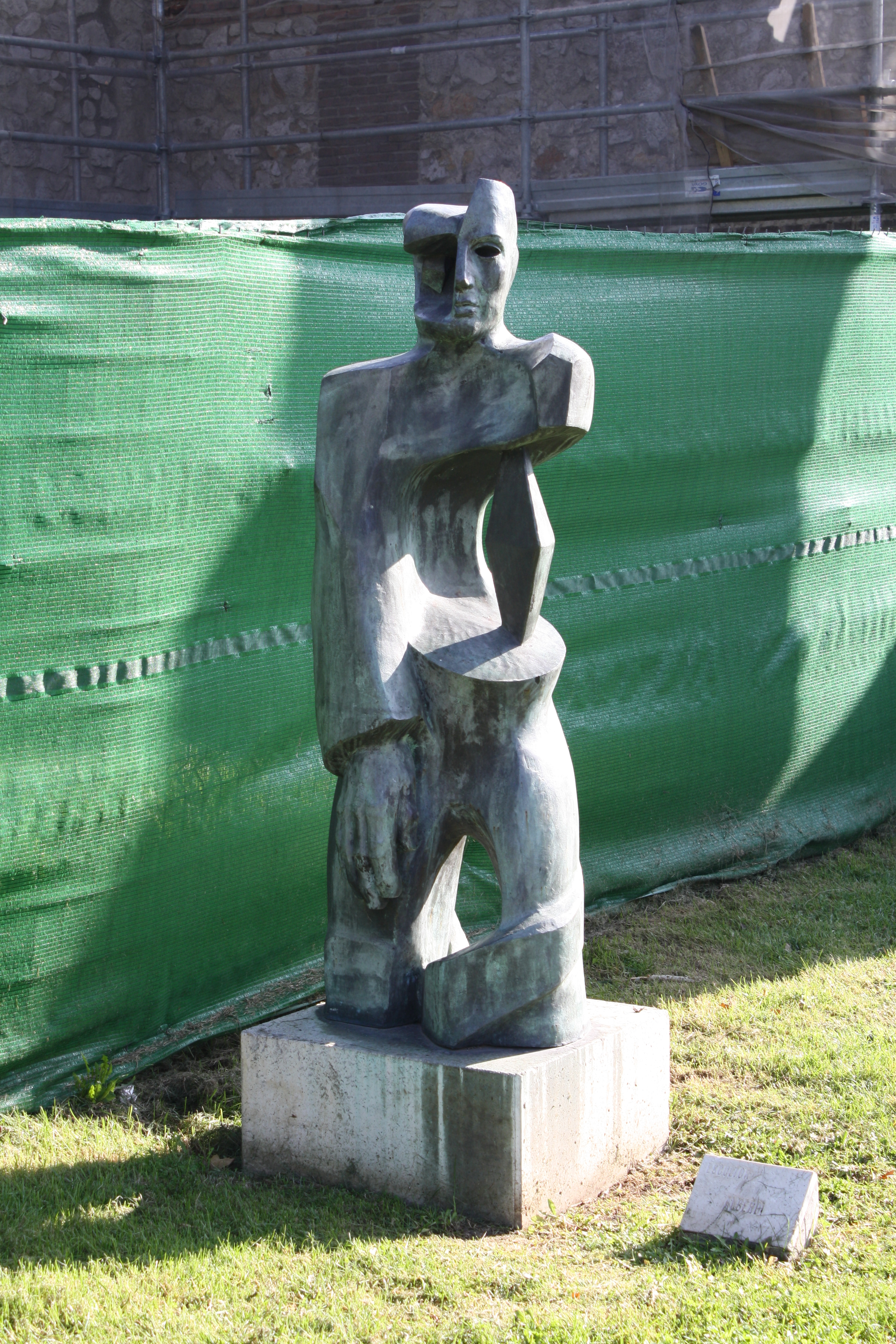
José Manuel Alberdi
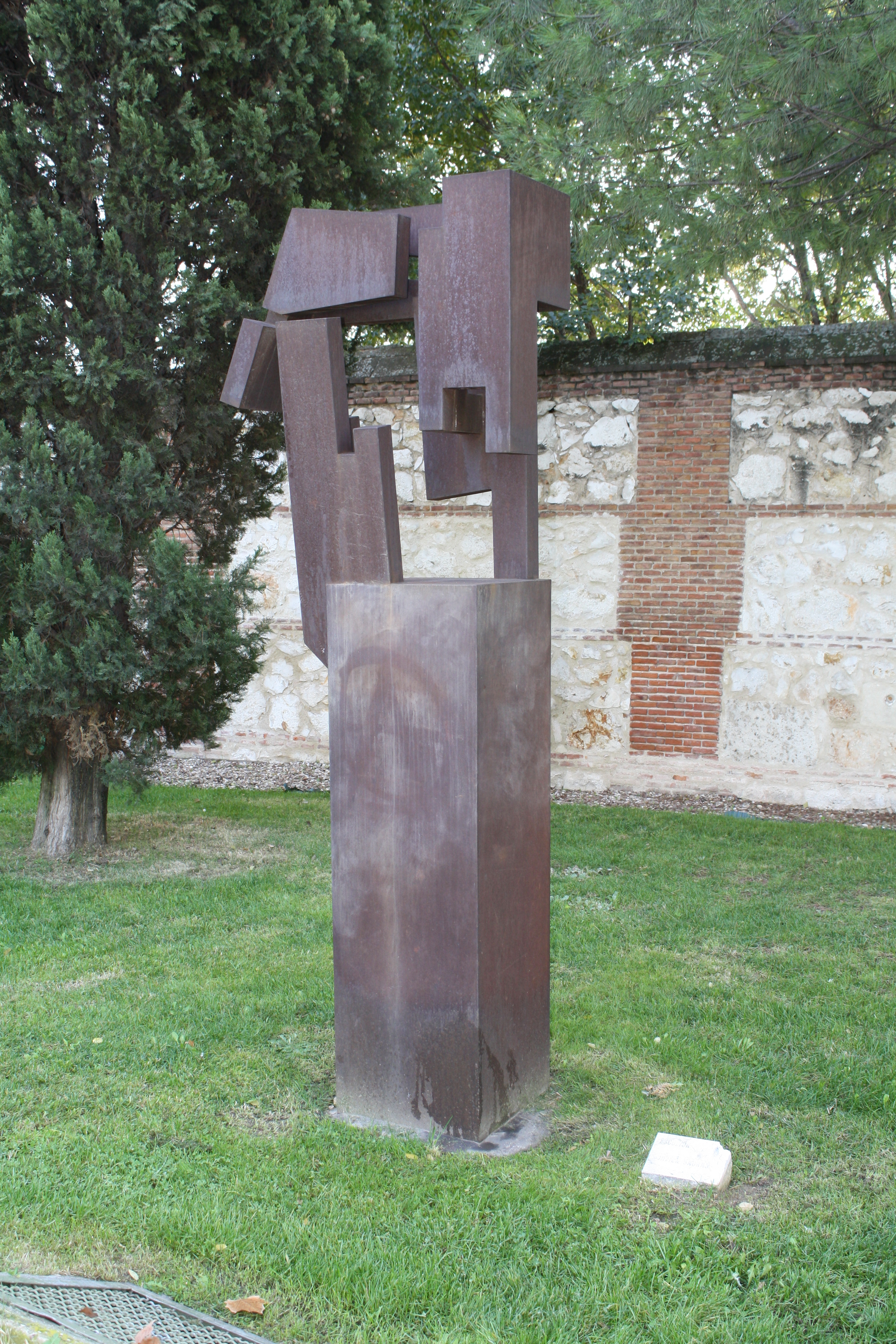
Javier Sauras. El Poder de la Cifra (1993)
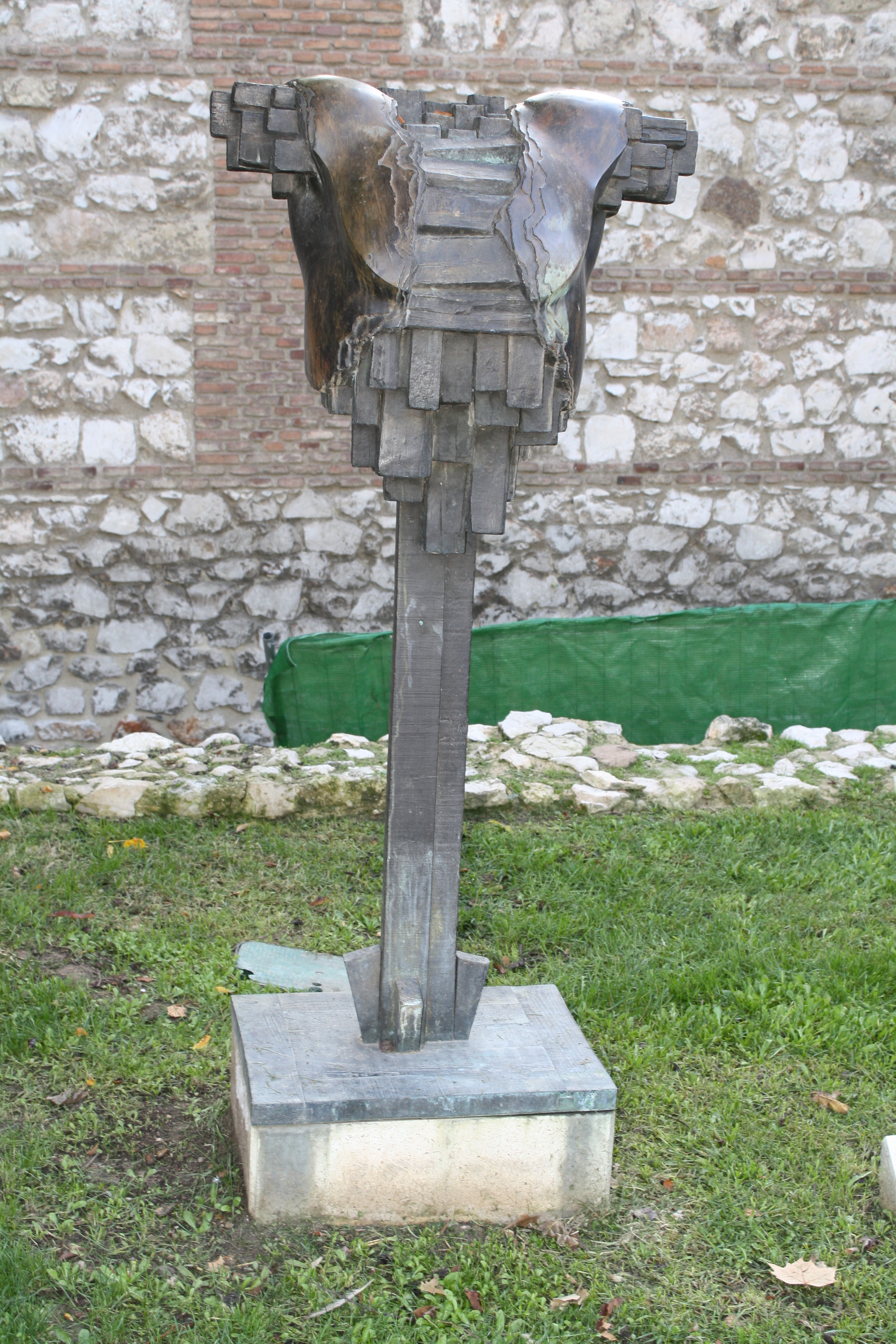
Carlos García Muela
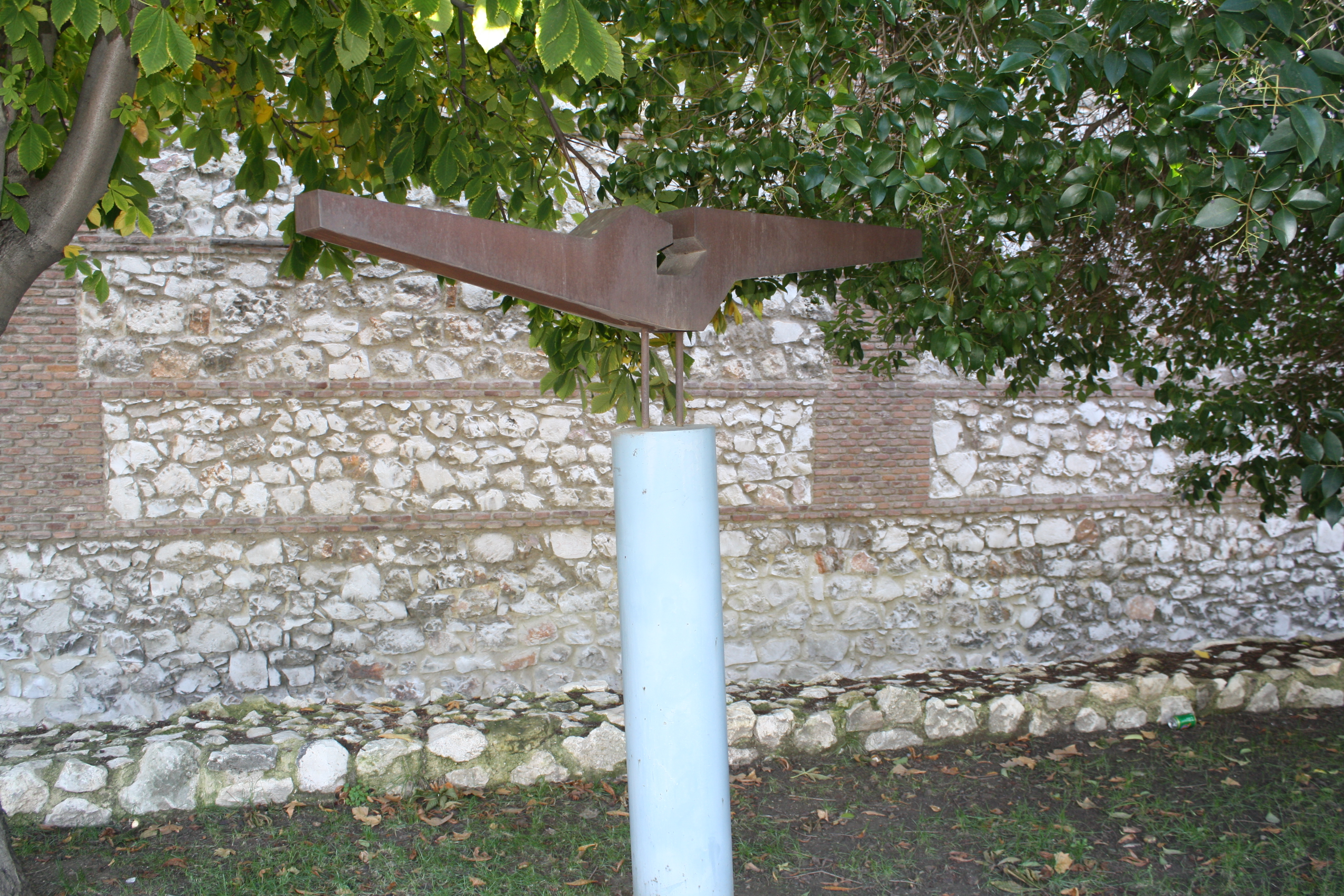
Ricardo Beleña
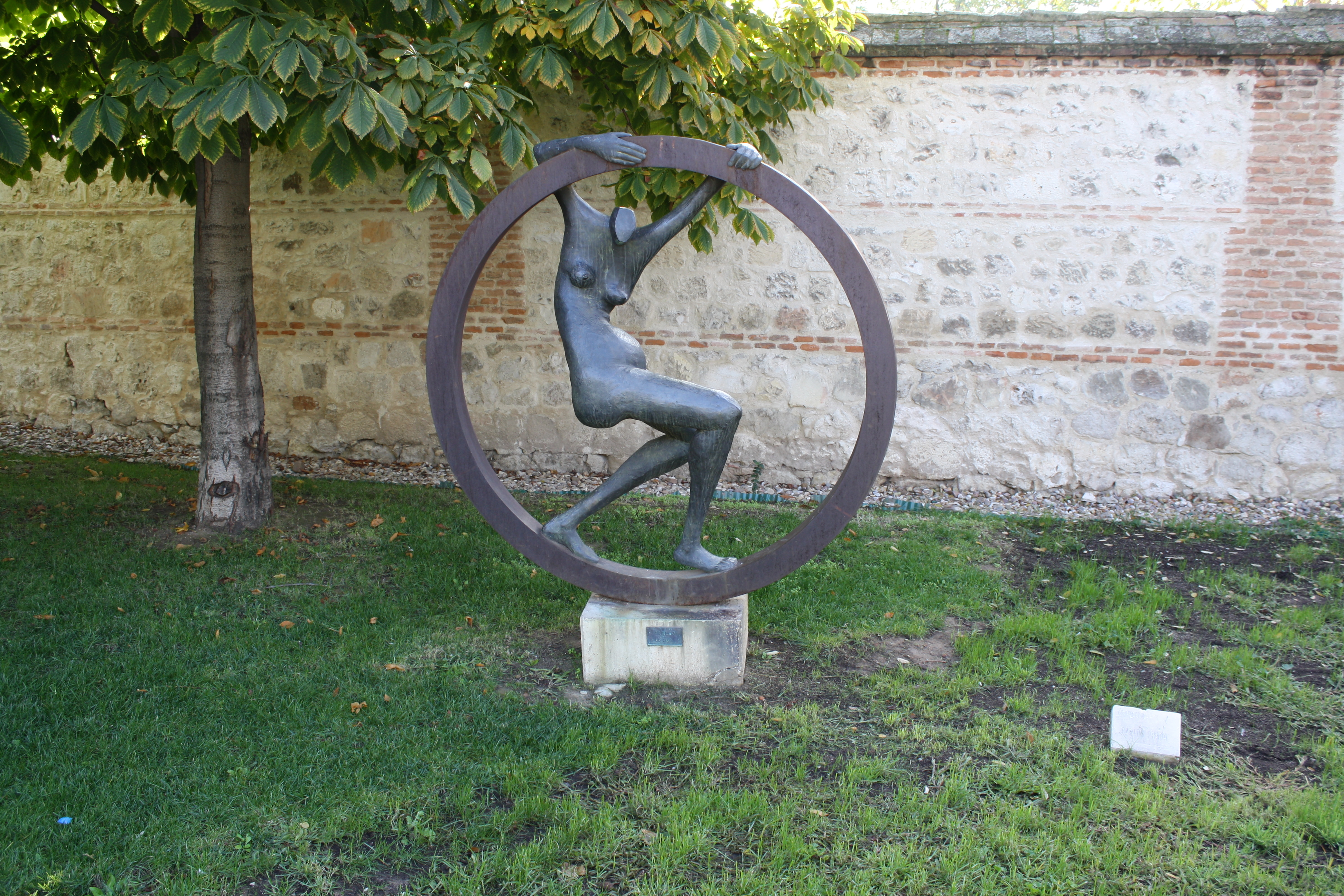
Carlos Prada
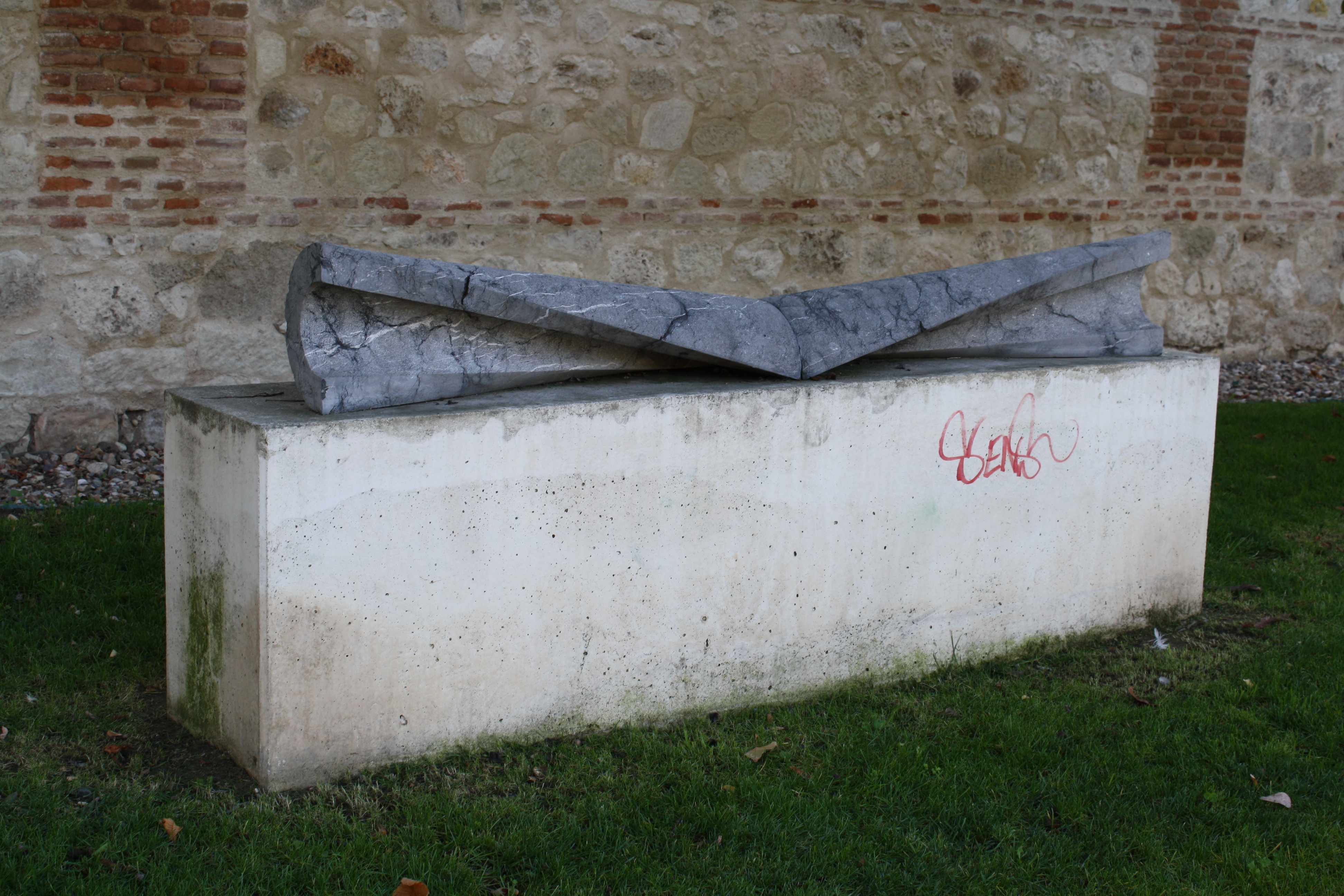
Xabier Laka
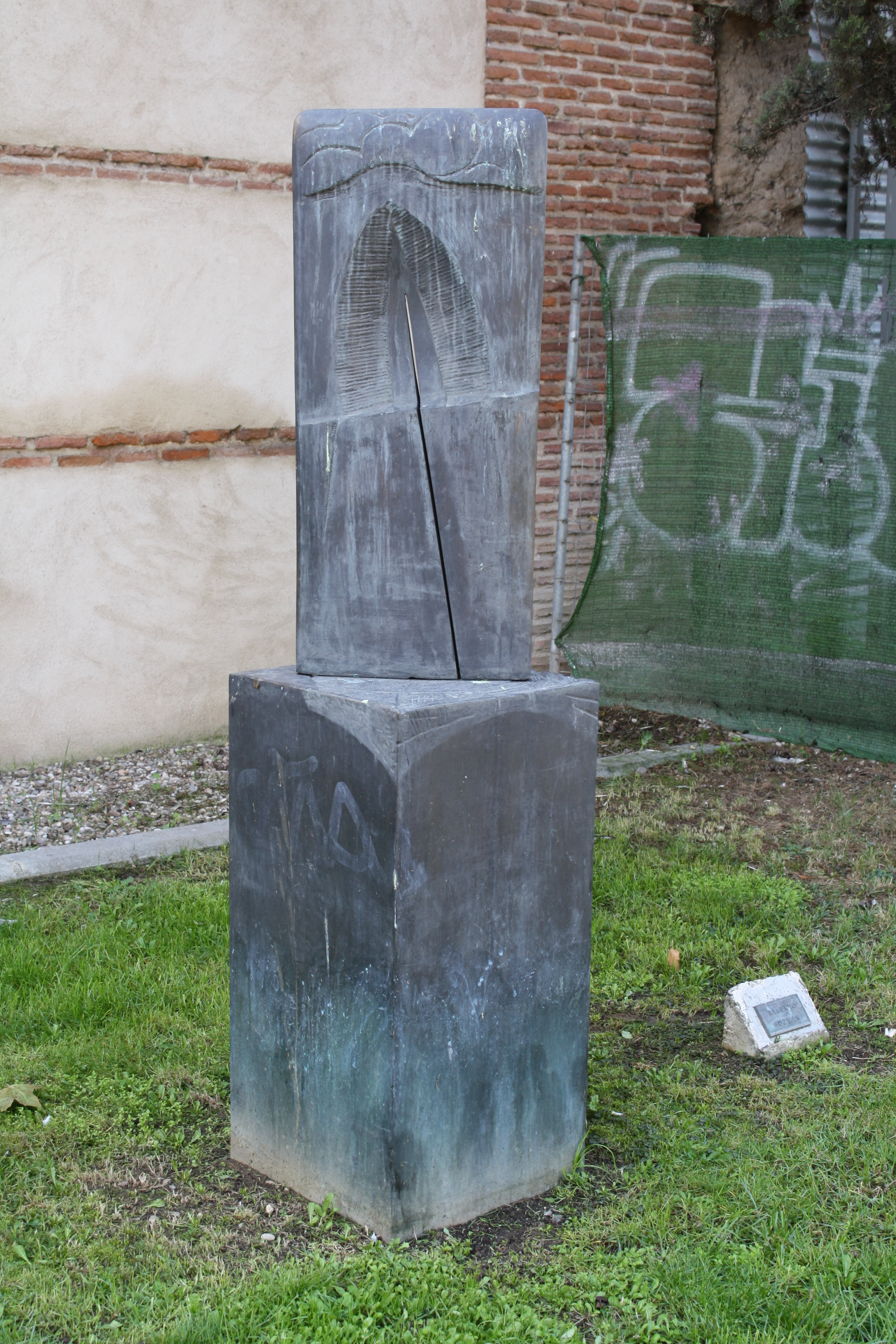
Alberto Guzmán
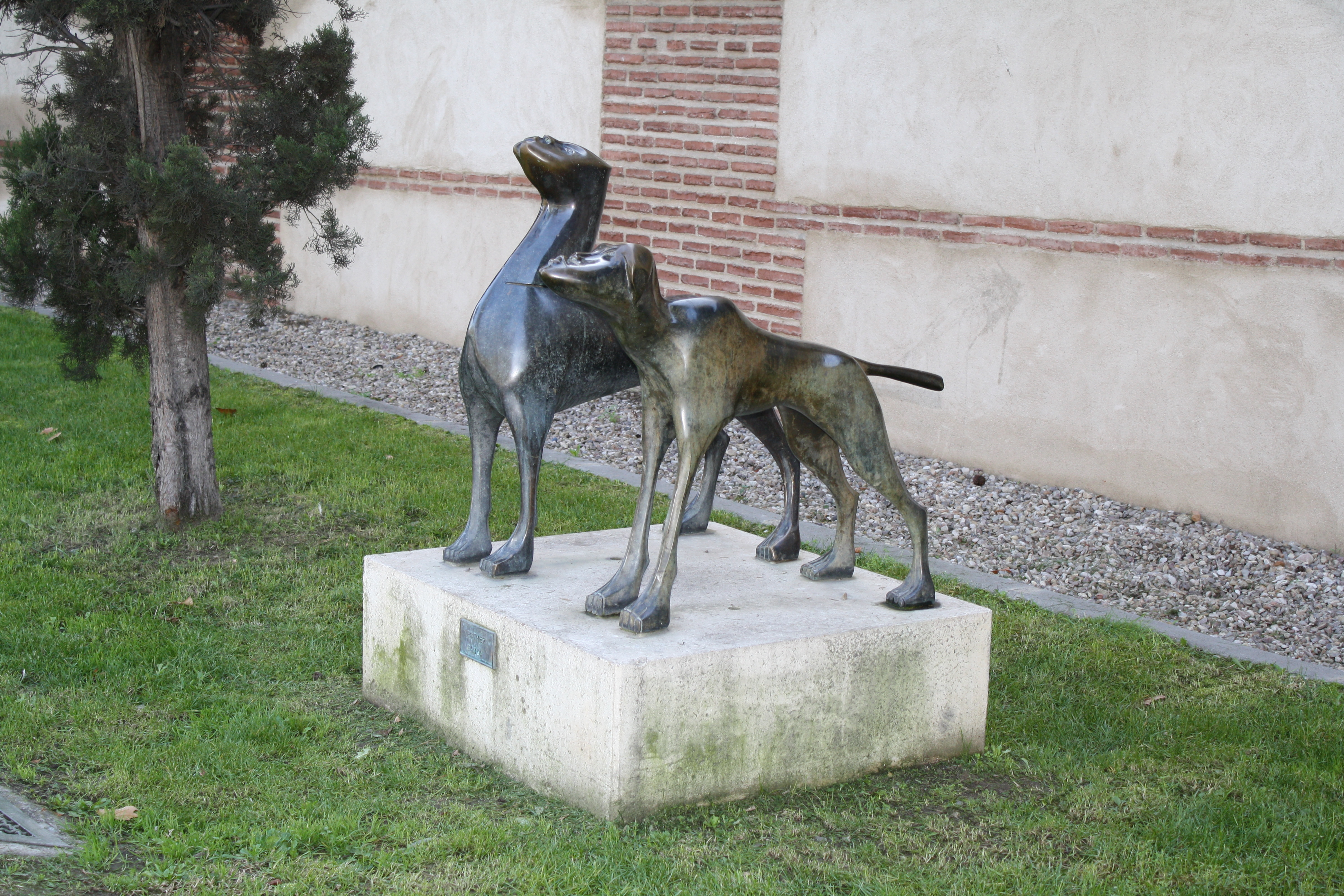
Gaudi Esté
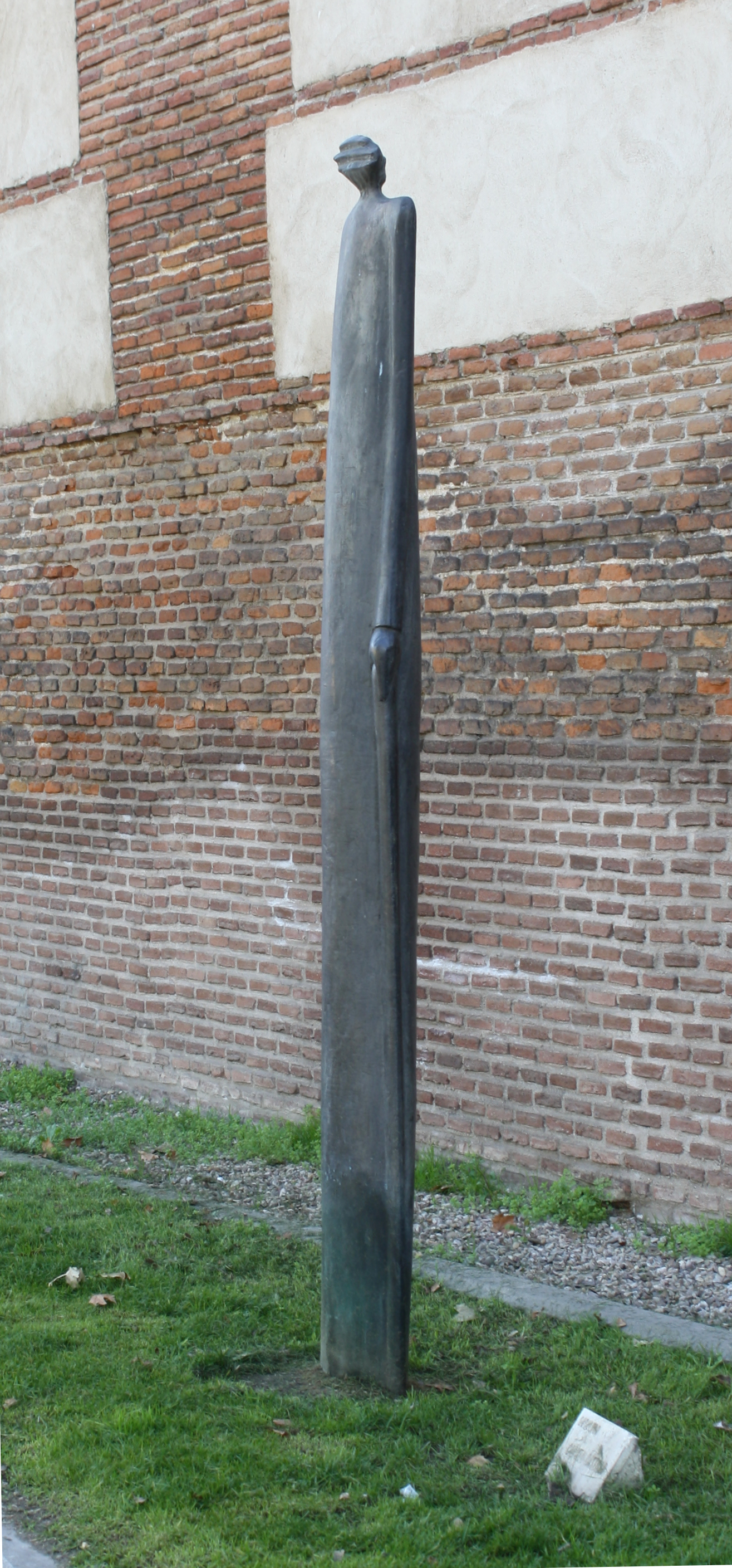
Carmen Castillo
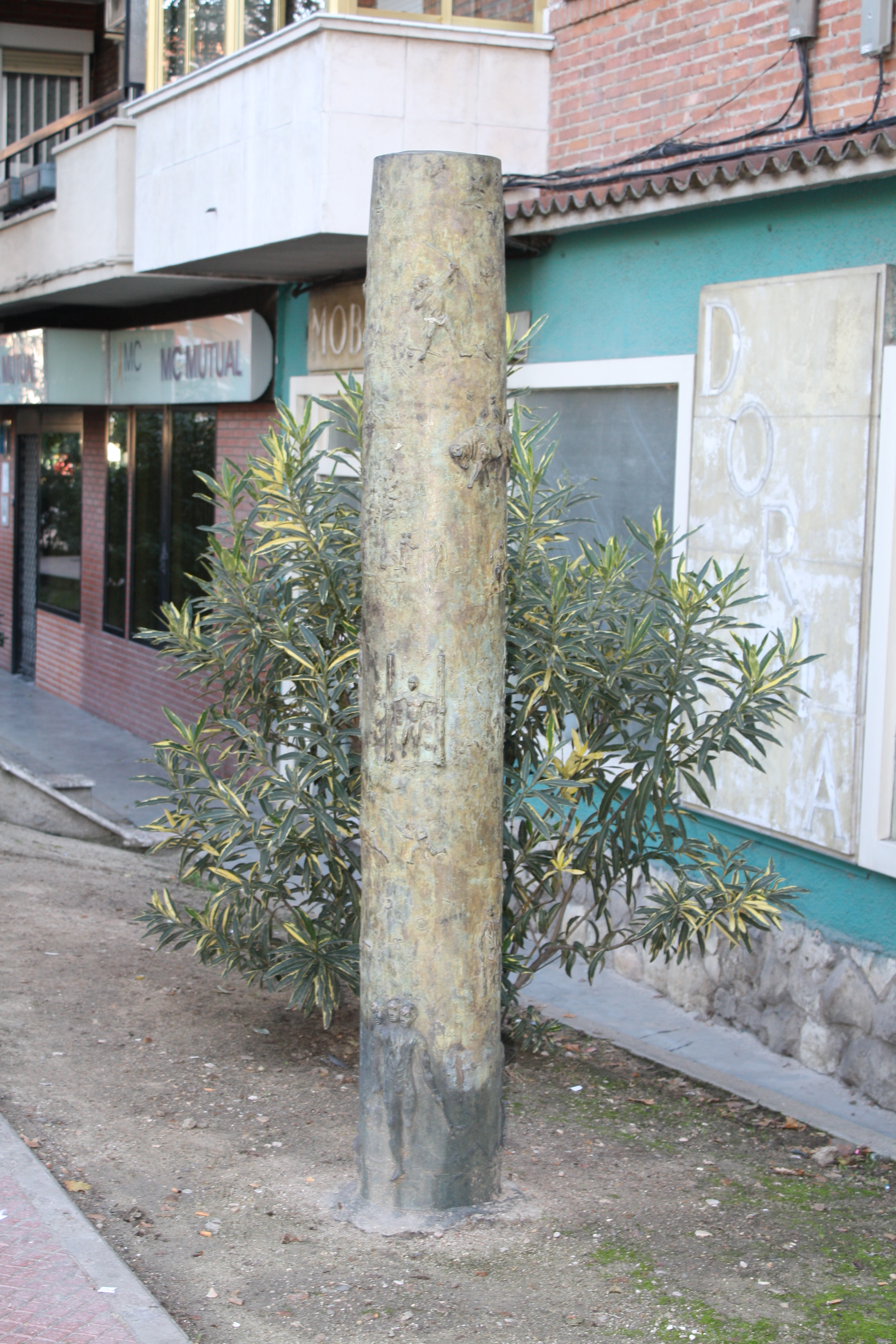
Cristóbal
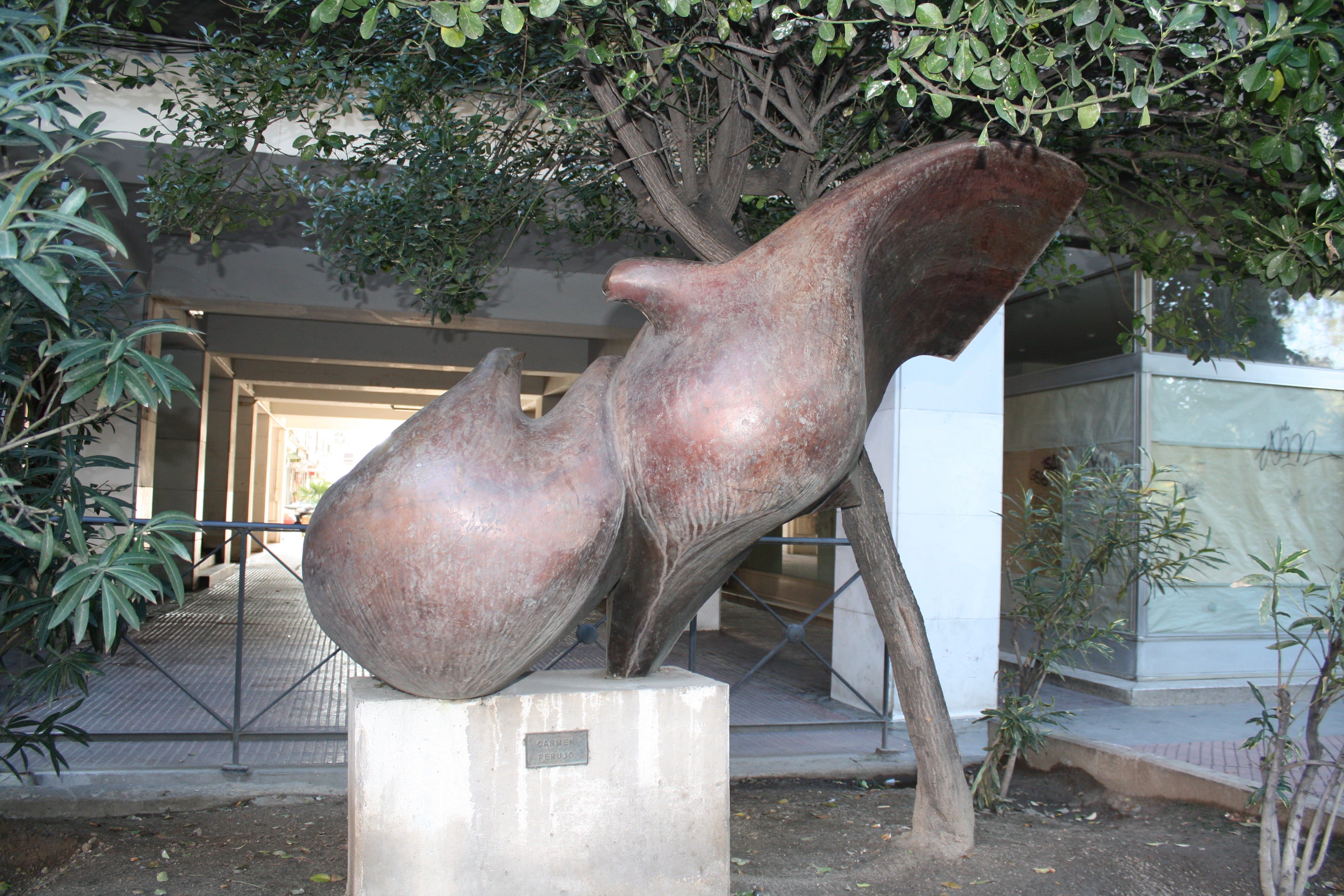
Carmen Perujo
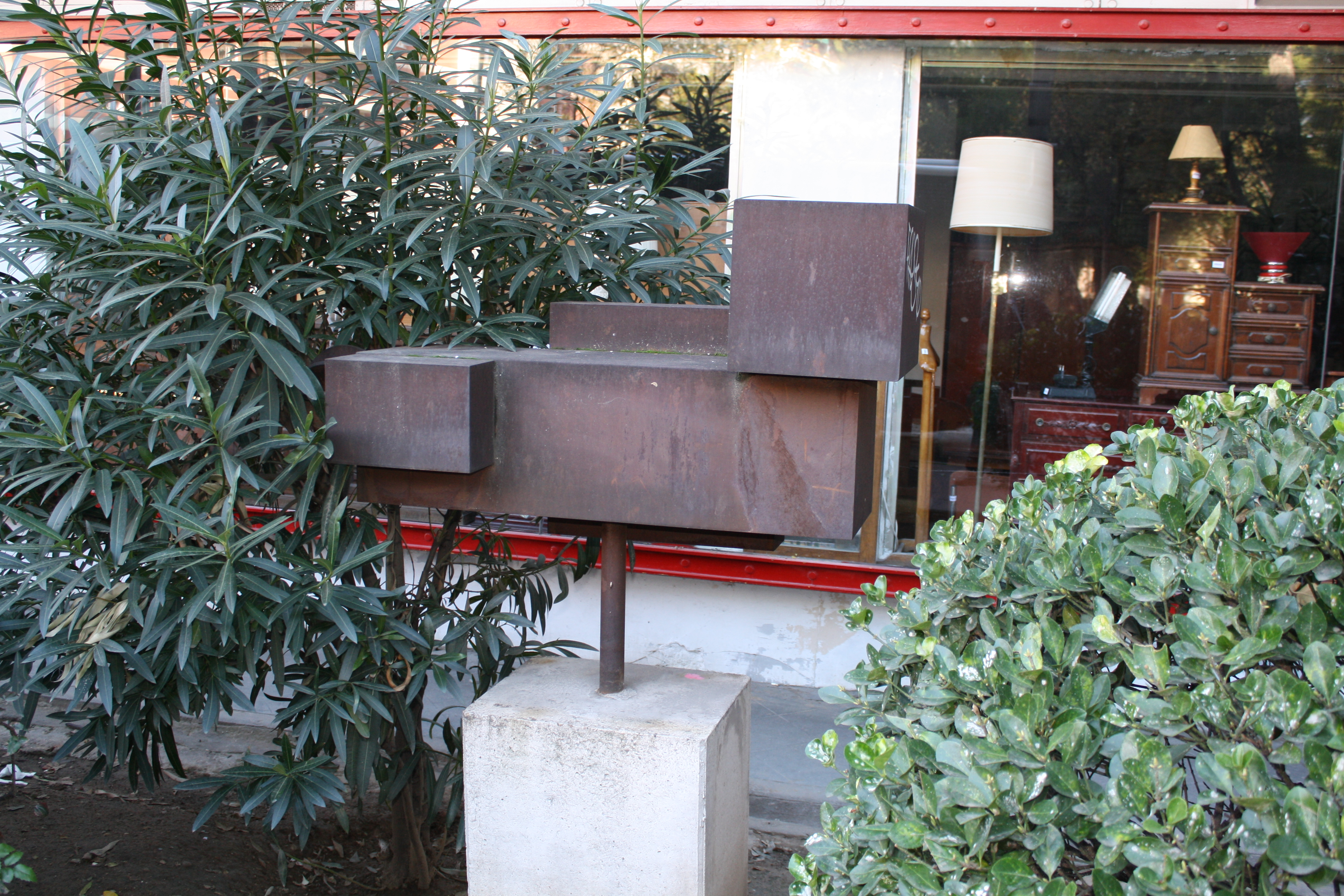
Nassio Bayarri
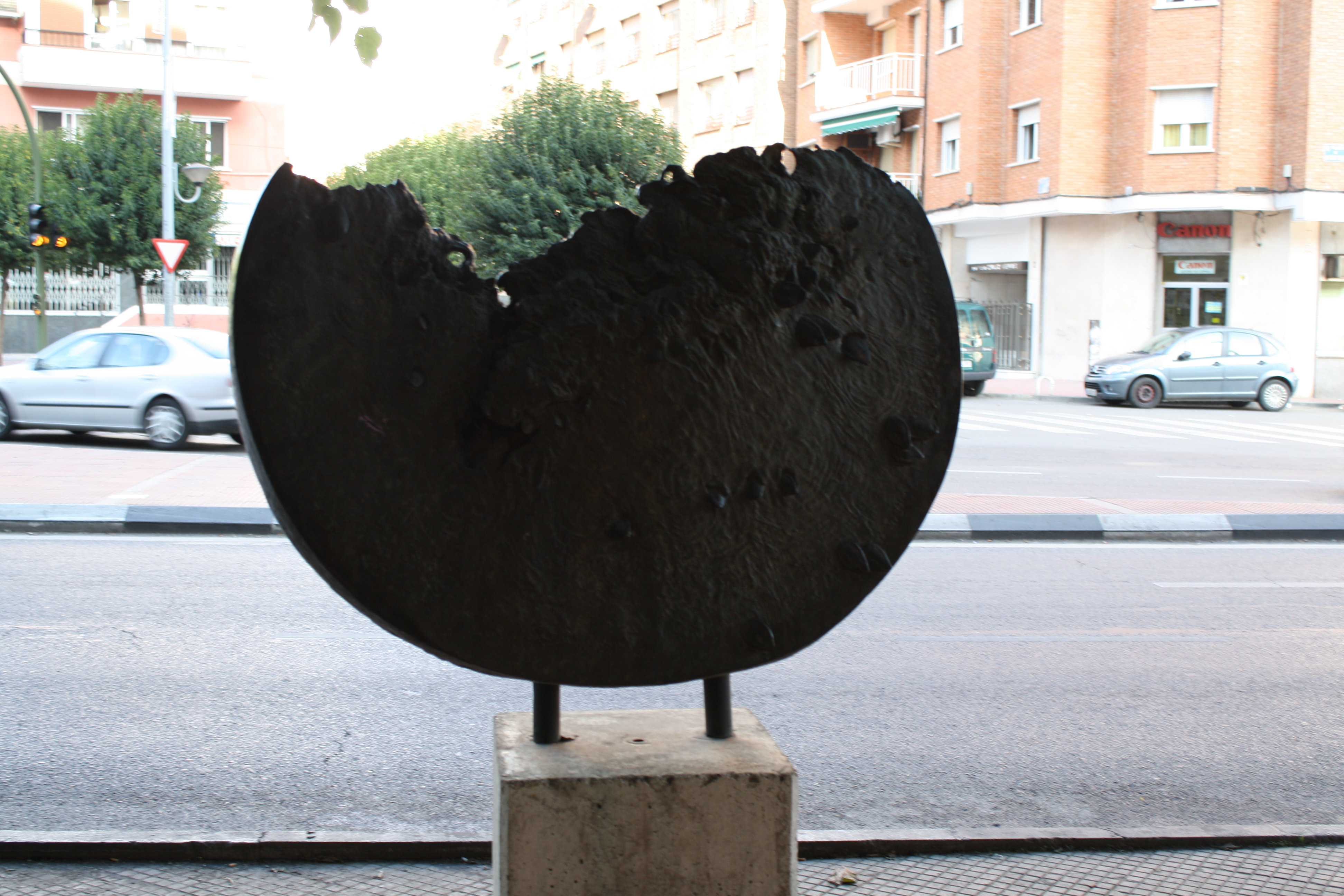
Rafael Muyor
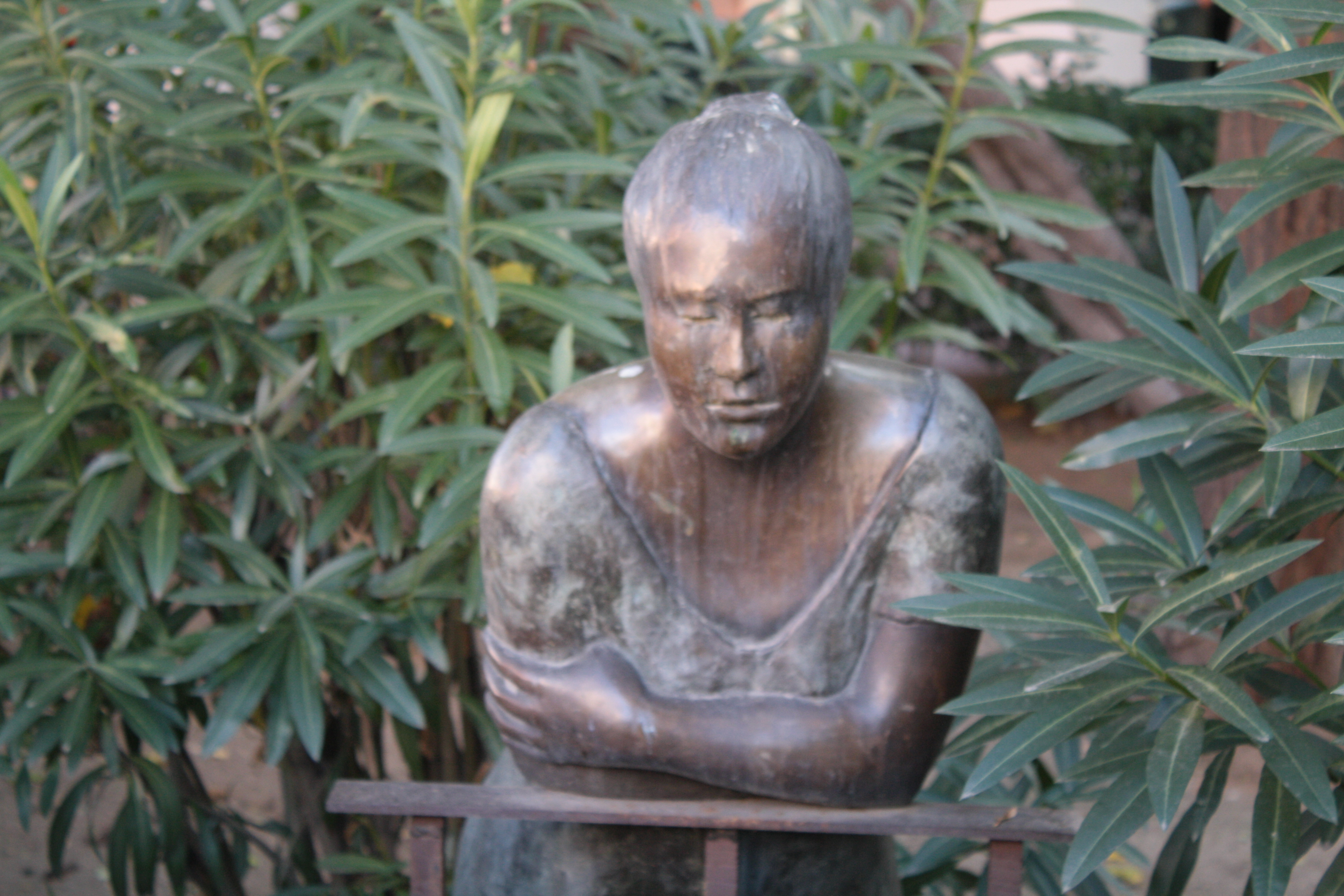
Beatiz Kohn
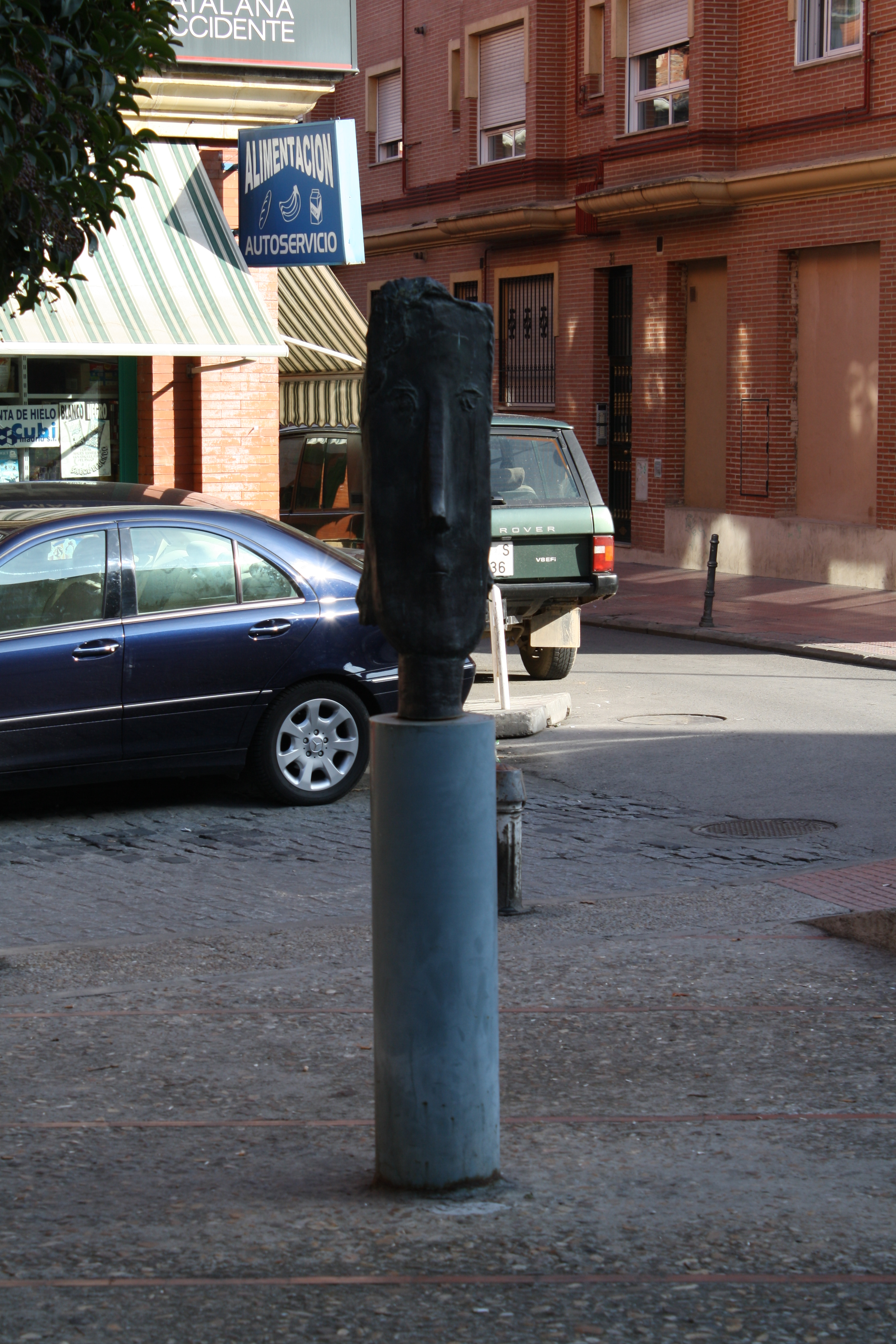
Encarnación Hernández
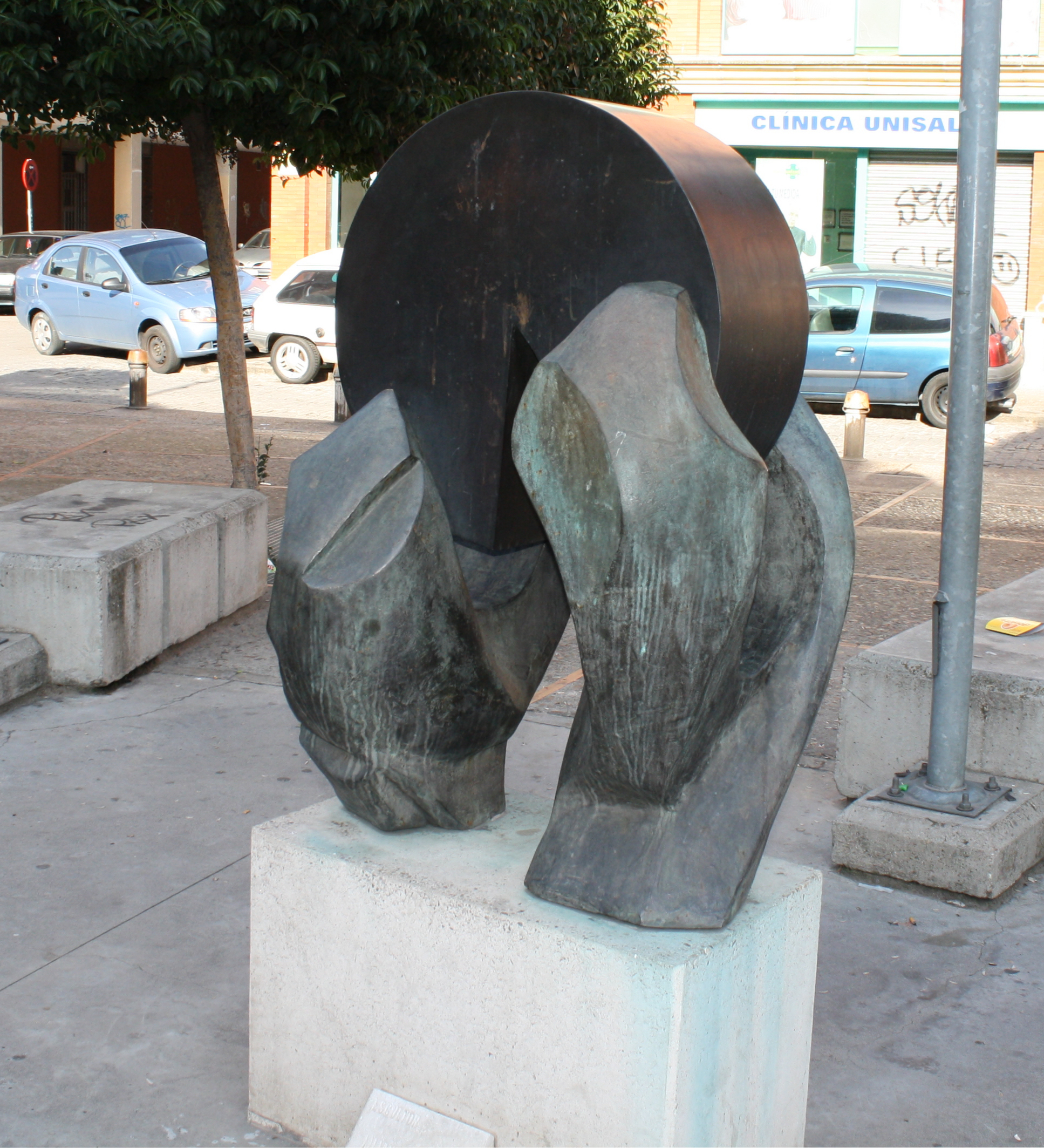
Lilianne Katsuki
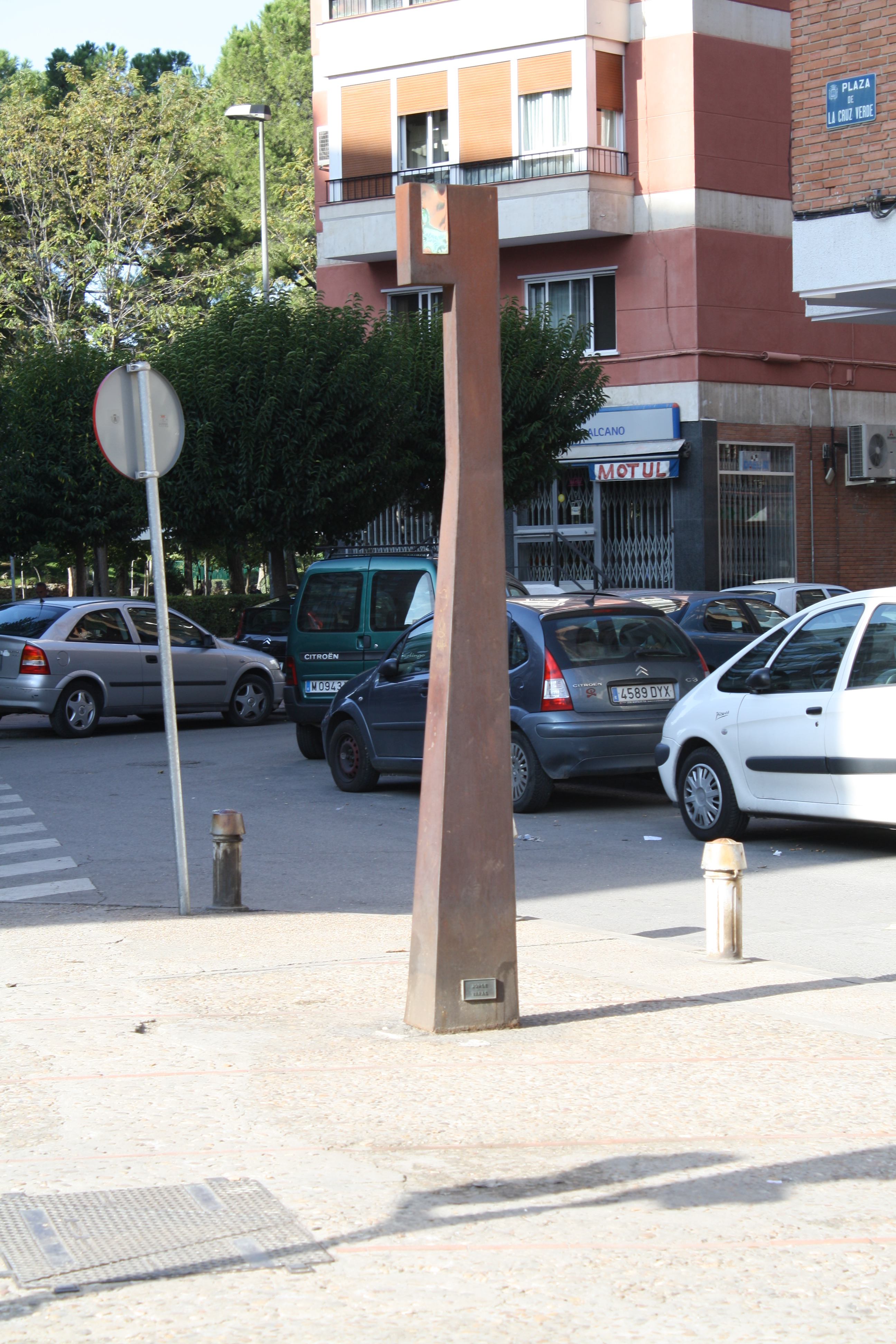
Jorge Varas
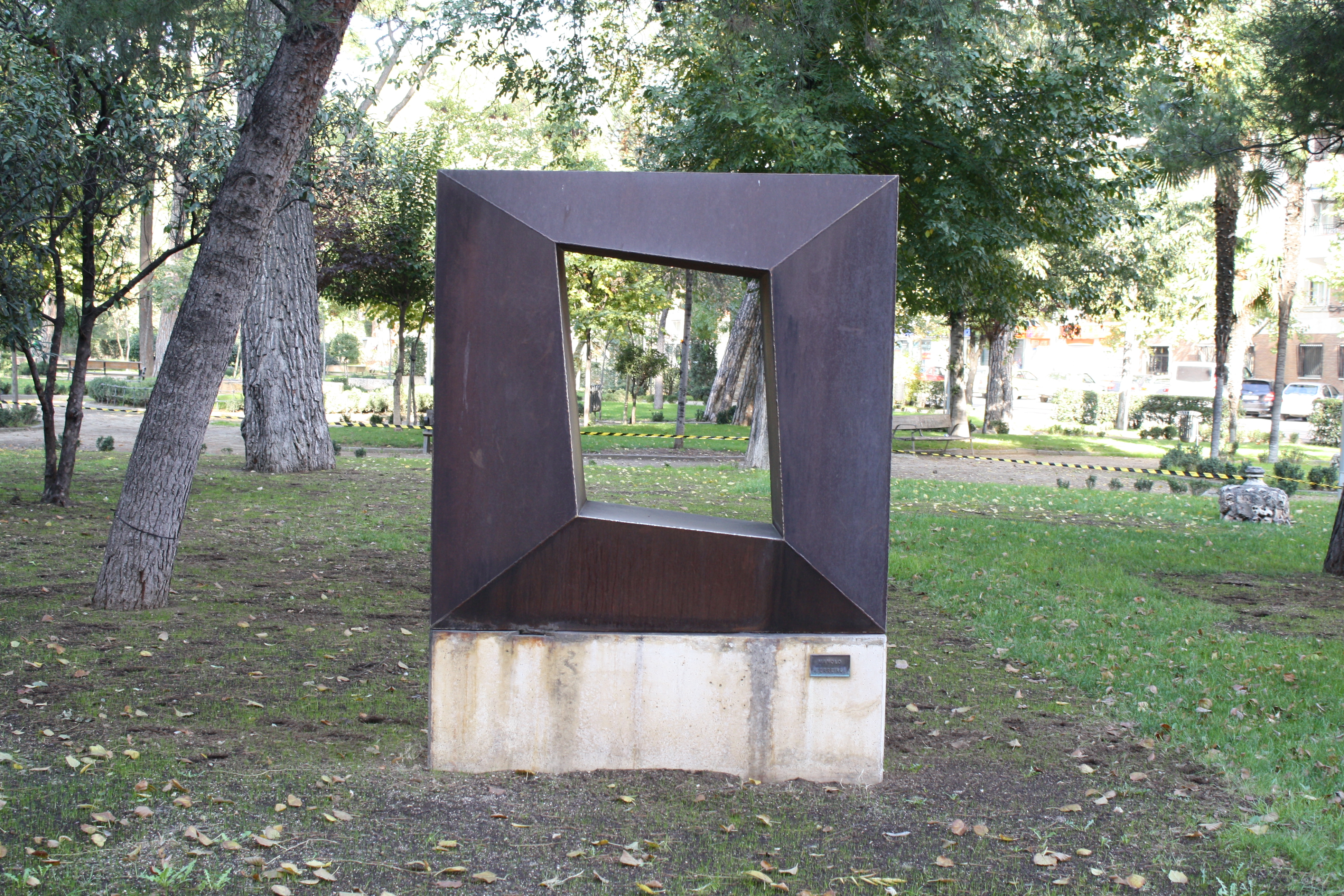
Ferreiro Badía
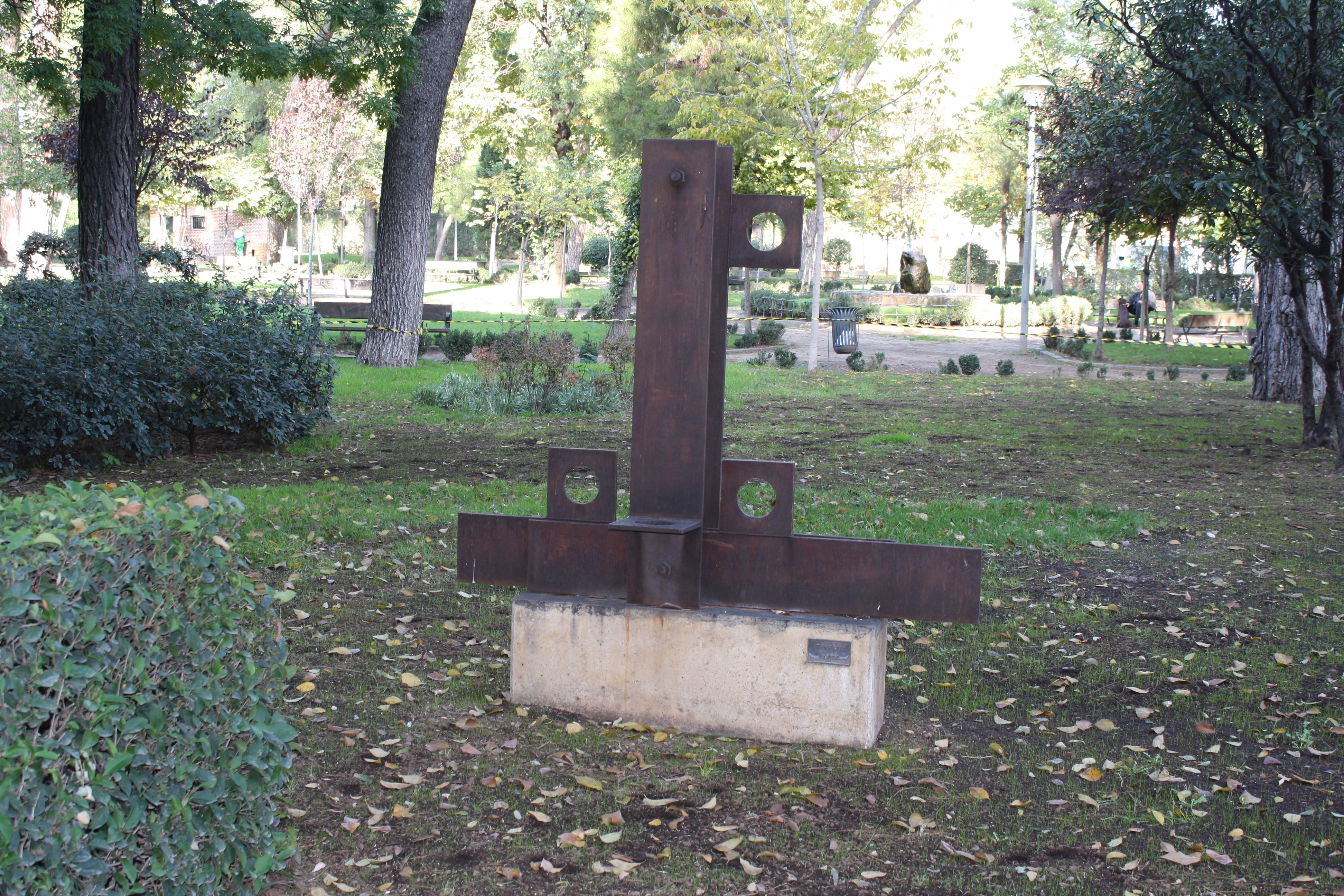
Ernesto Knörr
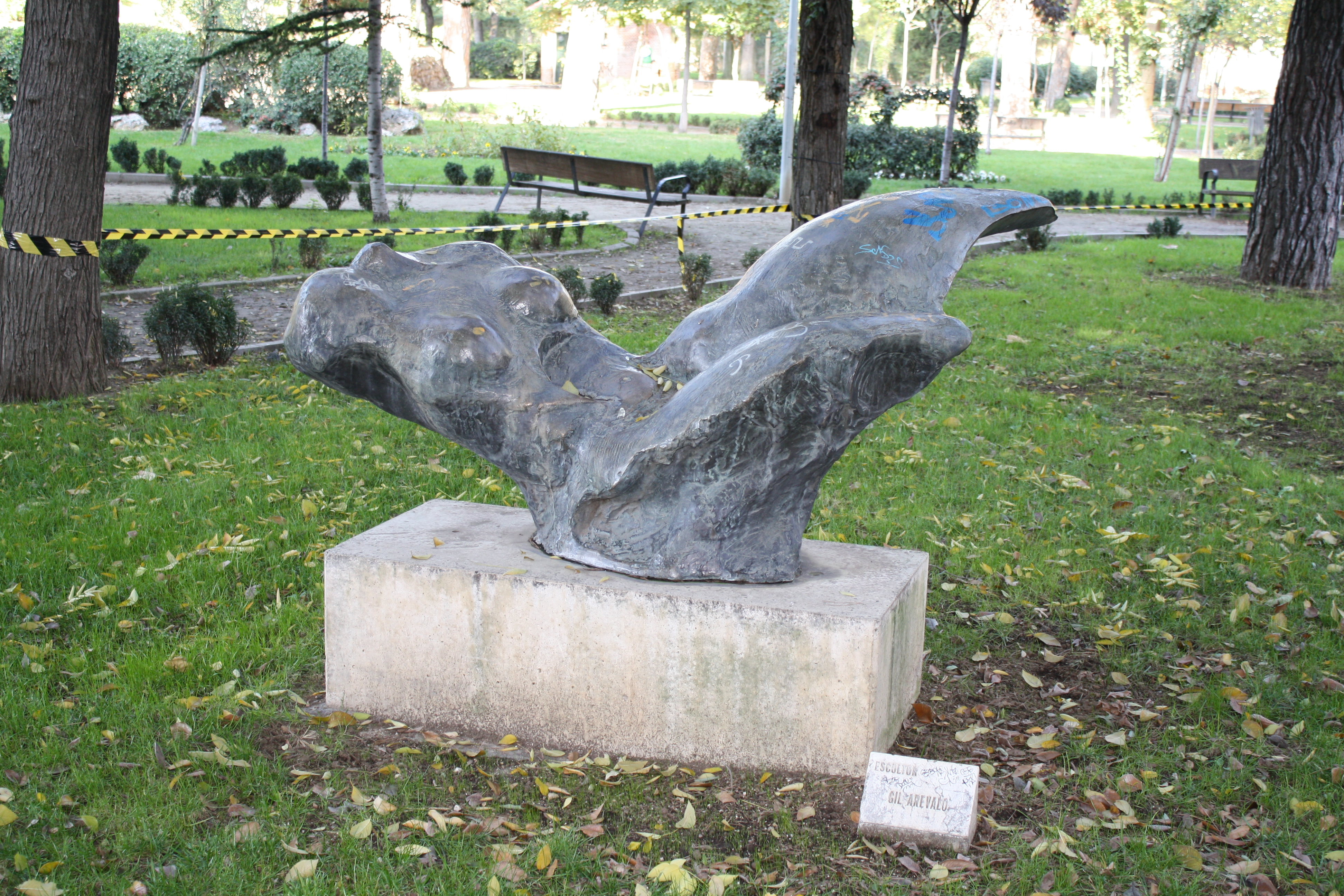
Gil Arévalo
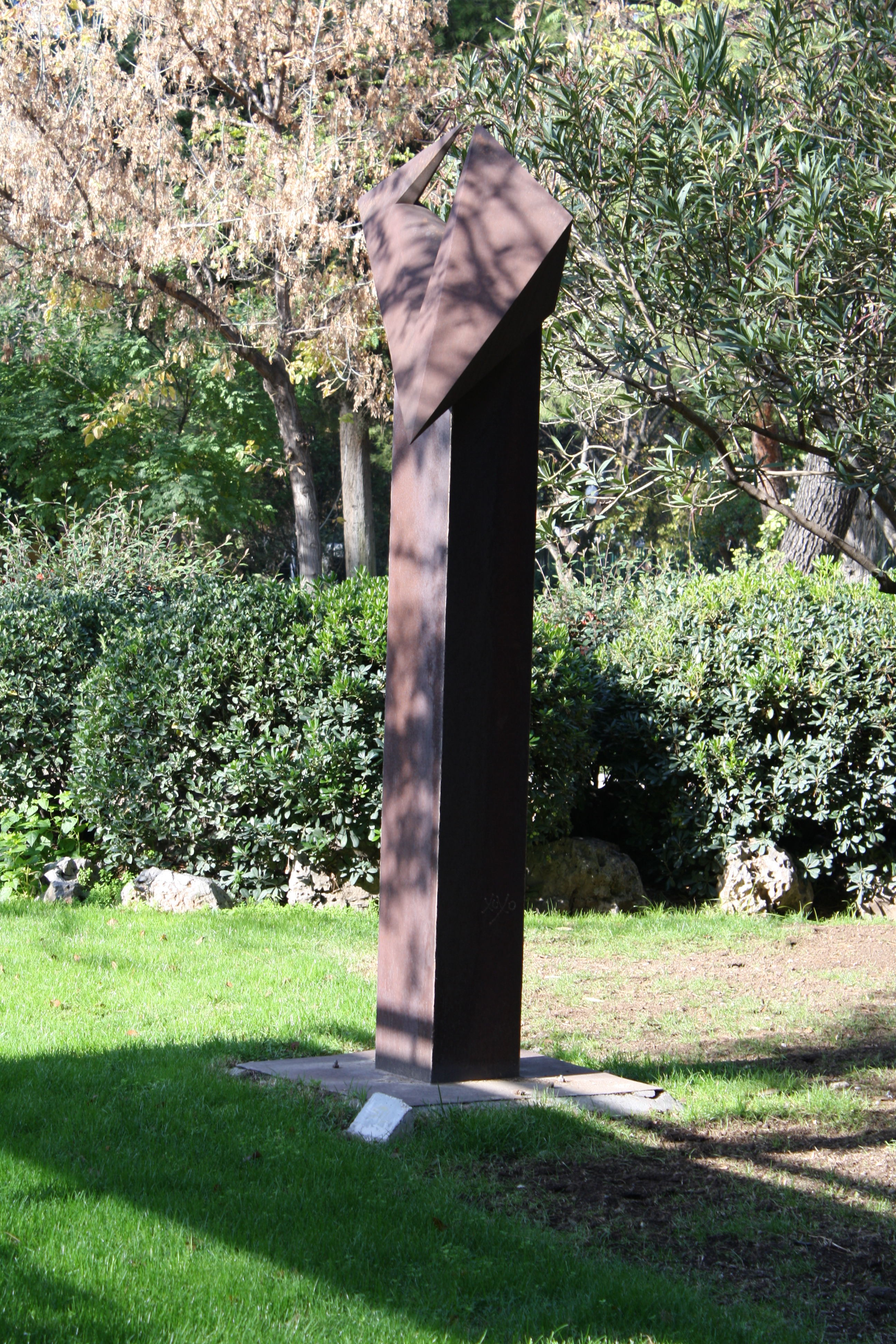
Xuxo Vázquez
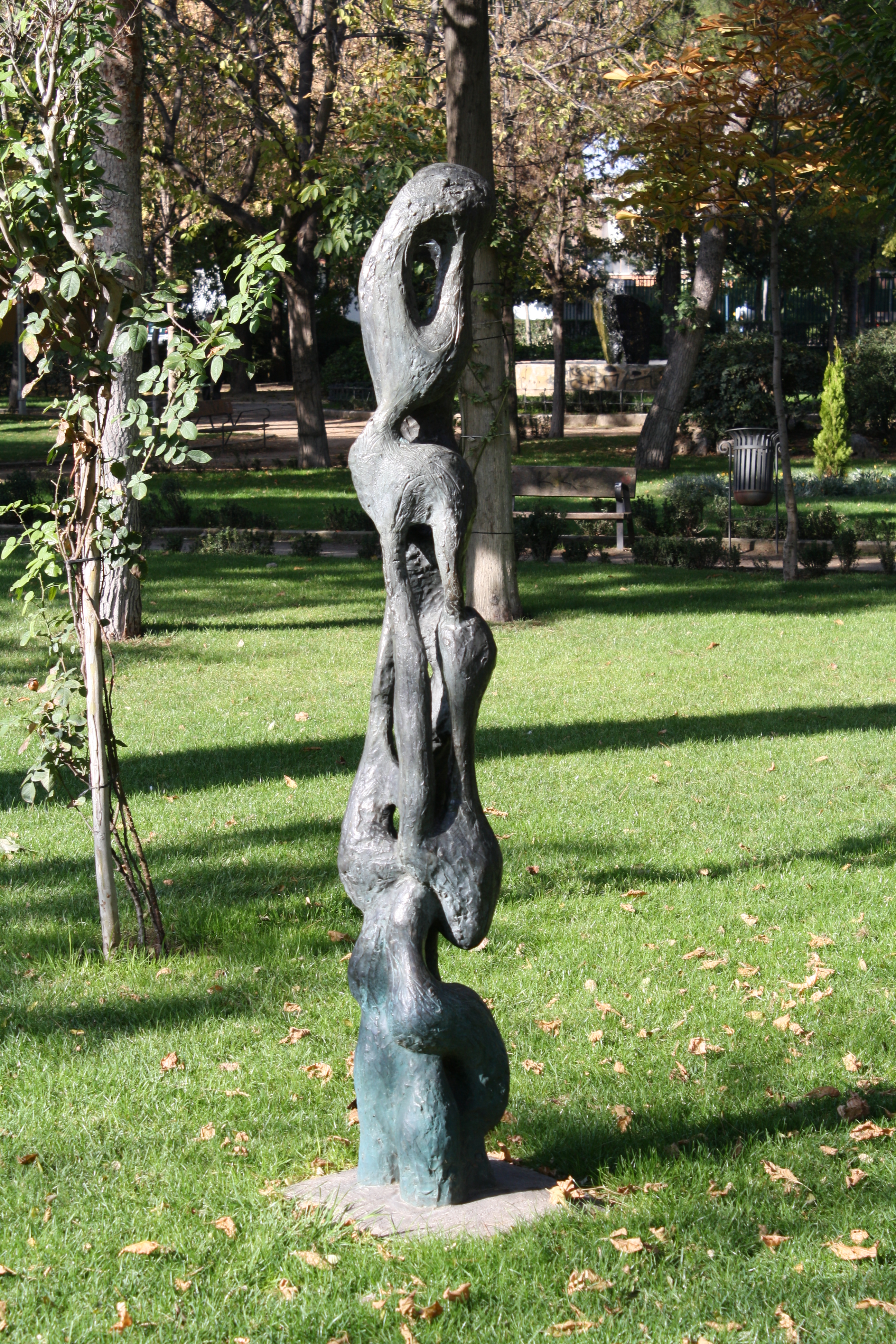
Berrutti
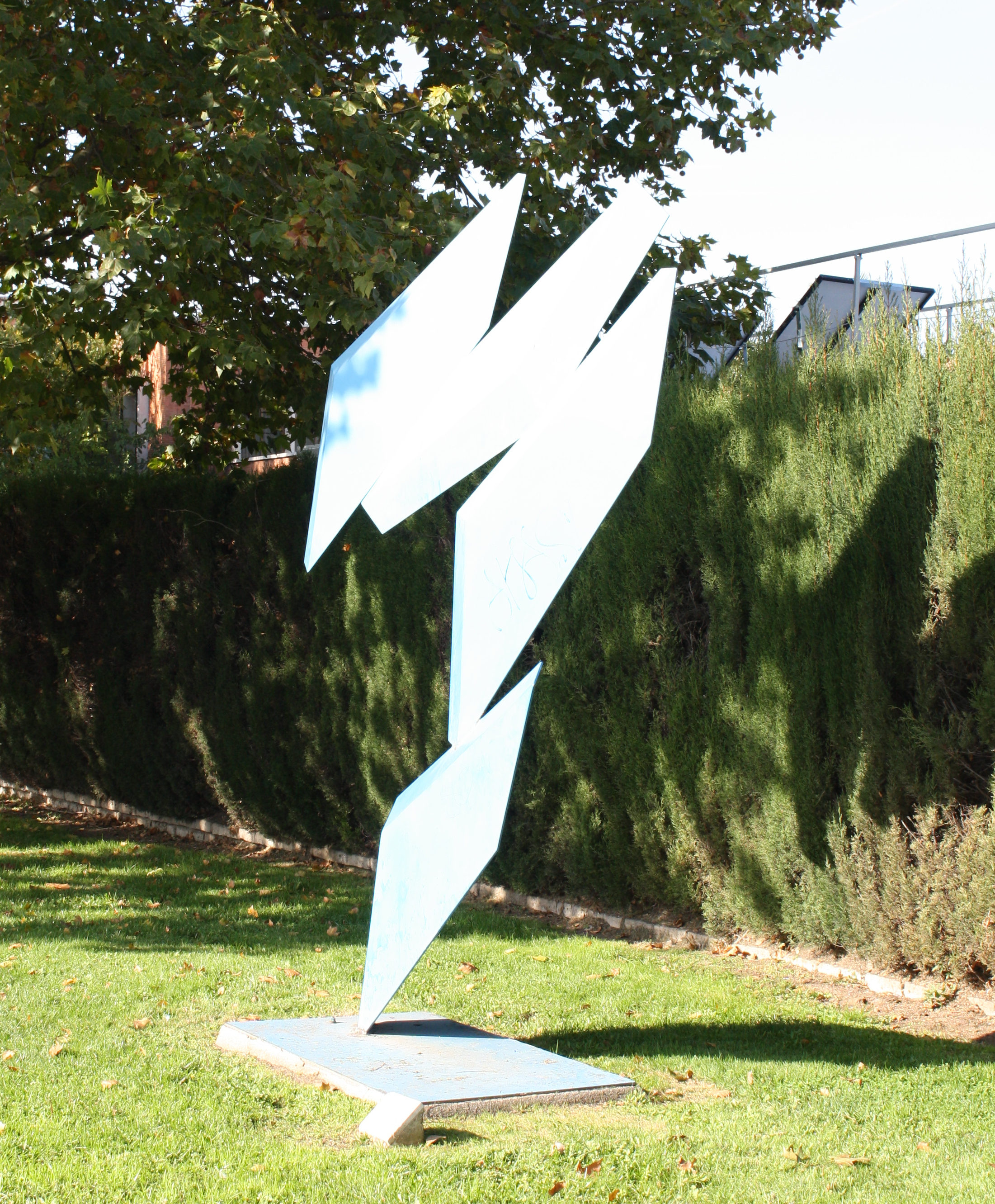
Rafael Barrios
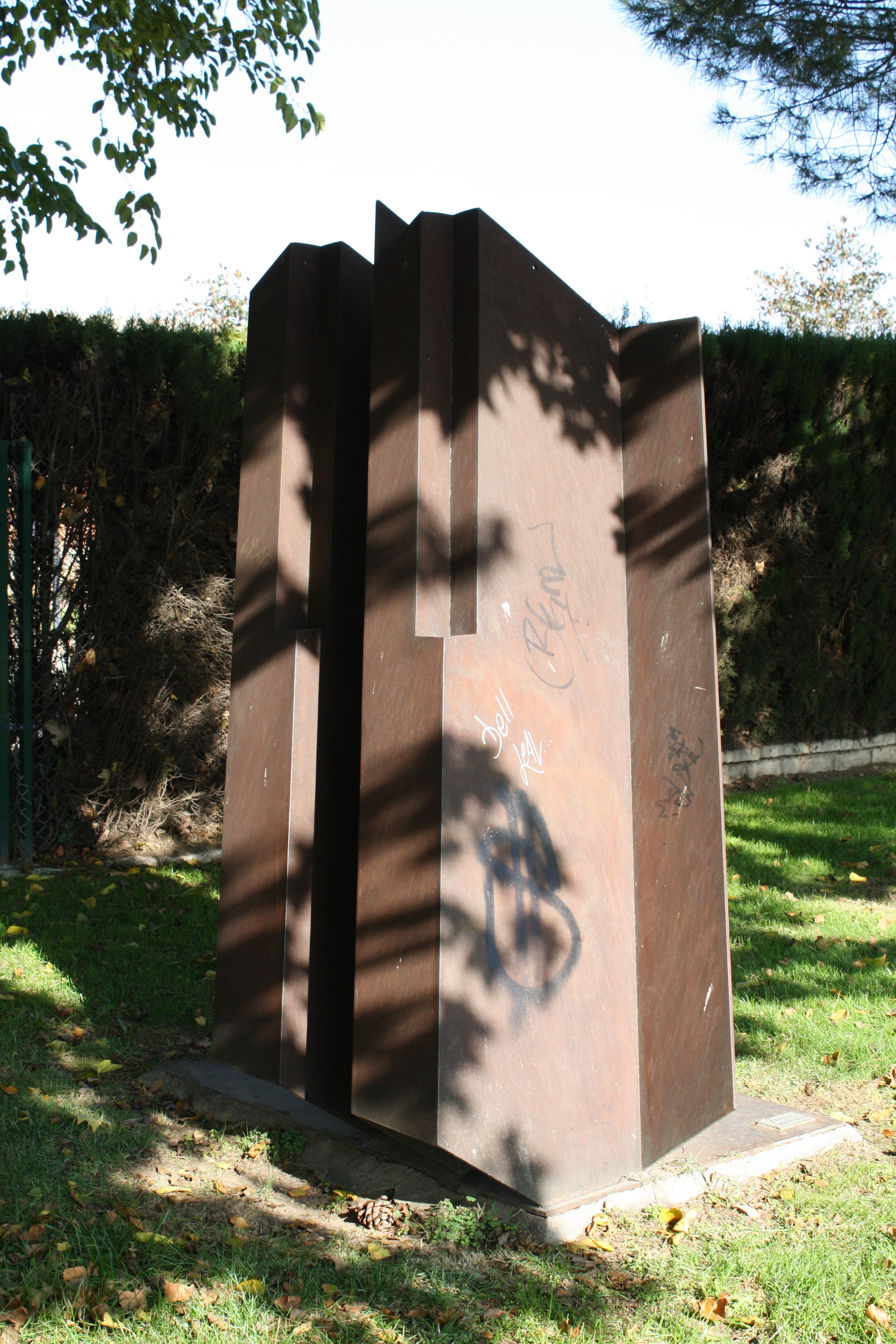
Carlos Evangelista
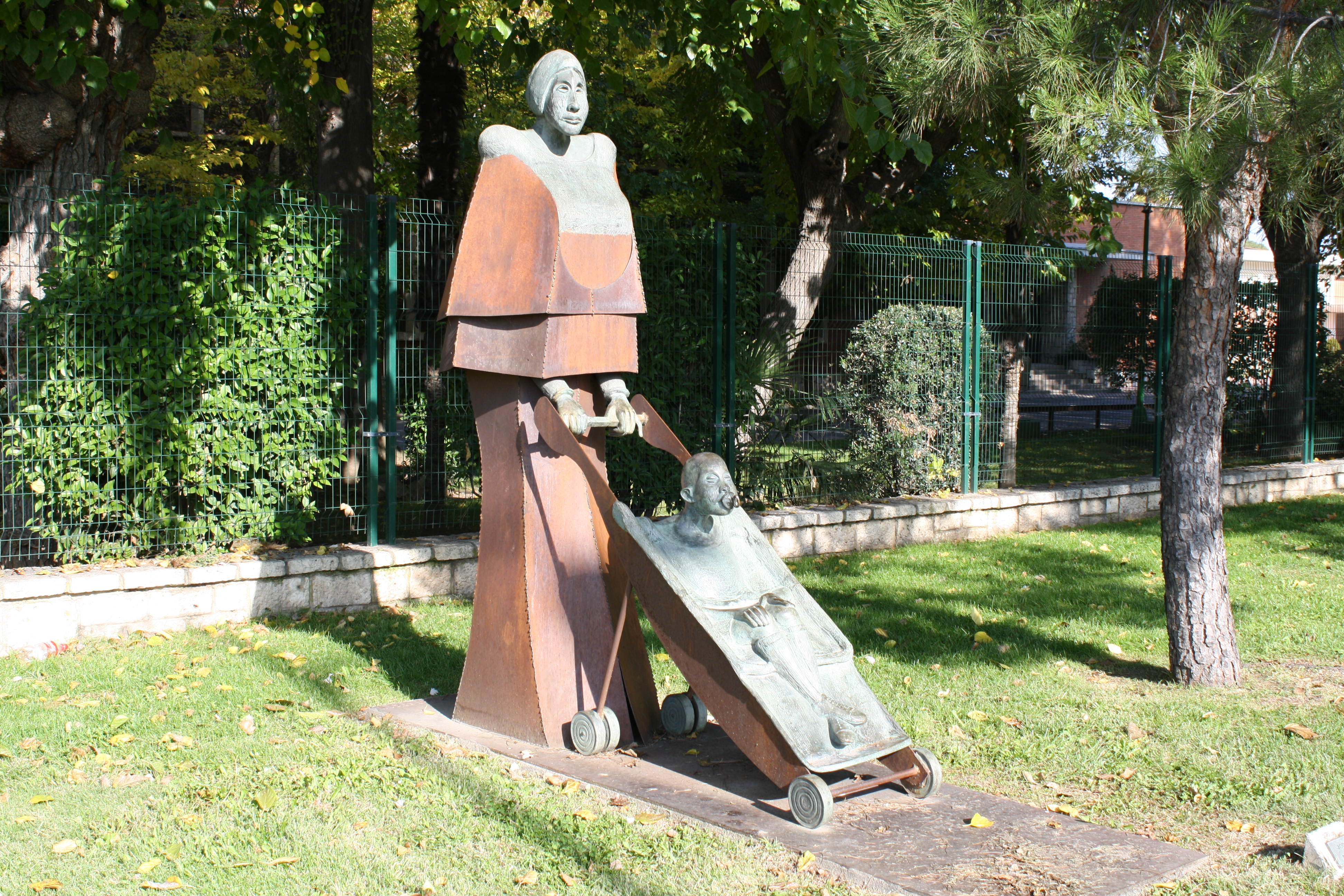
Jorge Seguí
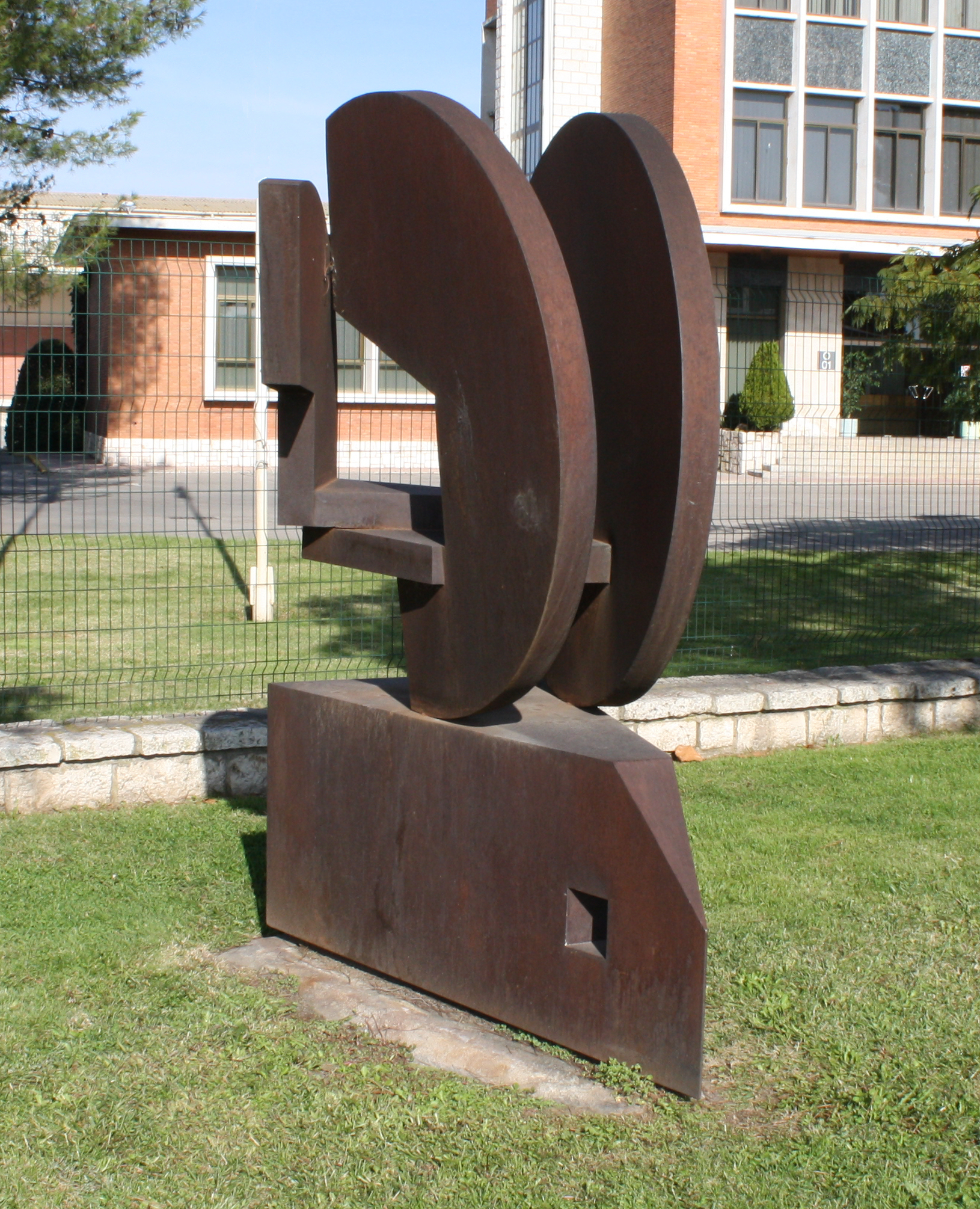
Aizkorbe
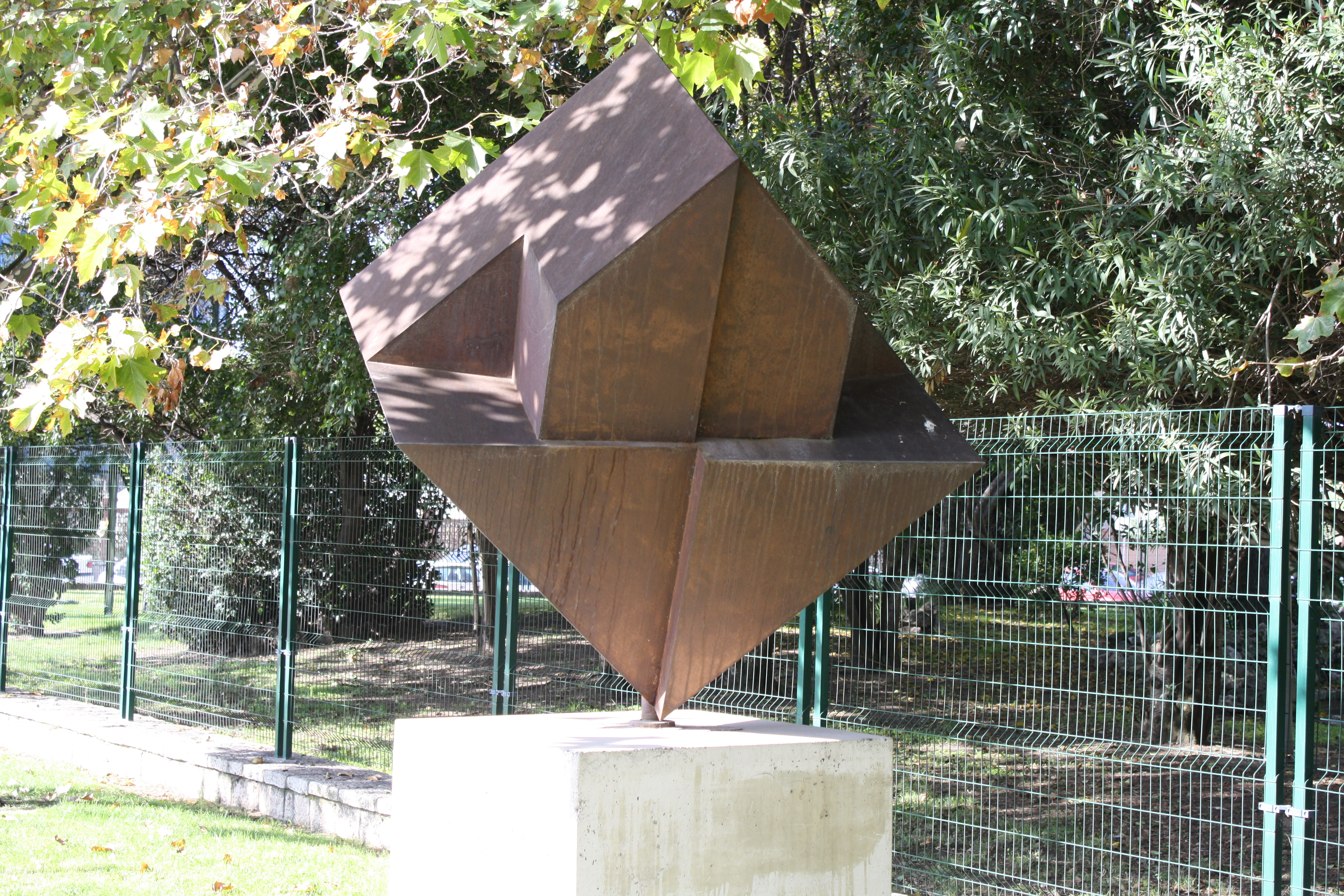
Luis Caruncho